# 抜き打ちテスト (めちゃ×2イケてるッ!)
抜き打ちテスト（ぬきうちテスト）では、『めちゃ²イケてるッ!』の企画の一つとして行われた抜き打ちテストについて解説する。

## 出演者
テスト参加者に関しては各回の節を参照。
- 担任：岡村隆史（ナインティナイン）
- 副担任：佐野瑞樹
- その他レギュラー出演者：矢部浩之（ナインティナイン）、濱口優（よゐこ）

| 回 | ゲスト                                                                     |
| -- | -------------------------------------------------------------------------- |
| 3  | ダンディ坂野（特別講師）                                                   |
| 7  | 長州小力（特別講師）                                                       |
| 9  | エド・はるみ（特別講師）                                                   |
| 10 | 敦士（特別講師）                                                           |
| 12 | 重盛さと美（王冠プレゼンター）、スギちゃん（特別講師）                     |
| 13 | バイク川崎バイク（特別講師）                                               |
| 14 | すっちー（特別講師）、吉田裕（特別講師）                                   |
| 15 | 辻希美、重盛さと美、川栄李奈、武田修宏、武蔵、厚切りジェイソン（特別講師） |
| 16 | エグスプロージョン（特別講師）                                             |
| 17 | 氣志團（王冠プレゼンター）                                                 |
| 18 | 山本リンダ（王冠プレゼンター）                                             |

## 概要
岡村が担任、佐野が副担任となり、レギュラーメンバーやゲストの学力をテストする。出題教科は国語・数学・社会・理科・英語で、必要な学力は基本的に中学生レベル(まれに小学生レベルの問題も出題)であり、英語はさらに高校レベルの和訳/英訳も要求される。また、理科は生物や地学が中心であり物理や化学はほとんど出されず、国語・英語の長文問題も出題経験こそあるが、頻度は少ない。2000年7月15日の第1回に始まり、2017年12月までに18回実施された。体力テストも行われている。放送の時期に合わせて、実施日が秋なら「中間テスト」、春・夏・年末なら「期末テスト」となる。
また、2001年12月のレギュラー枠でテレビ誌に放送予定が載っていた第1回完全版は、放送当日に皇太子妃雅子の出産特番が放送されたため、お蔵入りとなった。
- 試験科目、試験時間と出題範囲は次の通り。以下は第8回の場合だが、毎回傾向はほぼ同じ。
  - 1限目 国語 (12:00 - 12:50) - 漢字の読み書きと、ことわざ、慣用表現、俳句・短歌、文学史
  - 2限目 数学 (13:00 - 13:50) - 数式の計算、立体図形、方程式、関数とグラフ、平面図形
  - 3限目 社会 (14:00 - 14:50) - 歴史の穴埋め、日本史、世界史、世界の地理、現代の社会
  - 4限目 理科 (15:00 - 15:50) - 植物の成長、地層と化石、食物連鎖、天体の動き、微生物
  - 5限目 英語 (16:00 - 16:50) - 英単語、基礎文法、会話文、英作文、英文和訳

元々は、番組内でメンバーをまとめる存在である矢部が実は「バカではないのか!?」という疑惑が浮上し、それを確認するために特別企画として「レギュラーの中で誰が一番バカか!?」とするテーマで行われ、矢部が最下位だったら1回きりで終了する予定だった。結果は矢部より学力が低いメンバー(山本圭壱と濱口)がいたためコーナー継続となった（詳細は後述）。
この企画は、毎回異例の長時間収録であり、スケジュールを丸1日取る必要があるため、翌日は休めるようオフにしなければならず、このことは各タレントの所属事務所も理解しており、気を使ってくれるとされる。
担任役である岡村自身も事前に同じテストを受けており、第1回では「先生も全科目90点以上取ったので 、皆も真剣に頑張りなさい!」と発言していたが、詳細な成績は未公表である（第3回でのナレーション「英語の95点を最高に···」のみ）。毎回テスト実施を発表する場面の直後に、一部ではあるが岡村がテストを受けている模様がワイプ画面で表示されており、毎回平均80点以上をキープしているという。なお、教卓は『8時だョ!全員集合』のコント「国語算数理科社会」をオマージュしており、天面が跳ね返る。（起立、礼、着陸(チャック・ウィルソンのパターンもあり)と言うと跳ね返る仕掛けになっている）
矢部は、ゲストのみが試験に参加する時も「陰の司会進行役」として出演しており、生徒や岡村先生に対するツッコミ役を担う。
最下位には、時節柄の語（あるいは、ゲスト受験者にちなんだ用語）を置き換えた「○○バカ」などの称号が贈られる。なおこの称号以外にも、ブービーとの差が10点以内の場合は「大接戦バカ」、20点以内なら「接戦バカ」、20点程度以上離れている場合は「ダントツのバカ」とも揶揄される。
なお、この企画はあくまでも総合最下位（バカ）を決定する為の期末テストであり、仮に総合成績トップが2人以上いた時でも同点決勝のプレーオフは行わずに進行していく。また、2017年12月まで同点最下位が一度に2人以上出たことはなかった。
何かのトラブルがあると、岡村先生が23歳男性のカメラアシスタントを呼んで「上層部」として紹介するケースもあった。

## テストの流れ
テストは、毎回以下のような流れで実施される。『岡女。体育祭』と同様に、参加者を騙して招集したり、順位発表の流れがほぼ同じフォーマットになっている。
登校
午前9時の始業を告げるチャイムの音と「…○○なはずの場所に突然鳴り響くチャイムの音」というナレーションが入り、とある教室 にて岡村先生が必要以上にイライラしながら生徒（招集されたメンバー）達を待っている。そこへ、ウソ企画などで招集されたレギュラーメンバーやゲストが1人ずつ入って来る。生徒達は、上記の通りフジテレビのリハーサル室や控室と思い込んでいるため、3回目までは生徒全員が私服姿で手荷物を持ったままの格好、更に女性生徒（ゲストも含む）でさえも「岡女。」を除いてメイク前の素顔での登校であった。「岡女。体育祭」や第4回以降は騙しの内容が凝っていき、私服や素顔での参加ではなくなった。第8回以降は扉が自動ドアになっている。
概ね、最初に登場する者が「委員長」という役割になっており、「委員長席」に着席する。
この時のBGMは毎回『ウィリアム・テル序曲』より第4部「スイス軍隊の行進（終曲）」が使われている（『オレたちひょうきん族』のオープニング曲であり、『スネークマンショー』のオープニングのオマージュでもある）。
朝礼
招集されたメンバー全員が揃ったところで、岡村先生が黒板一杯に大きな字で名前を書きながら自己紹介。次に教員机に座っている佐野アナ（副担任）を紹介し、「佐野先生はこちらの指示があるまで絶対に弄らないで下さい!」との注意事項 を伝える。矢部がテストに参加していない場合はこの後で「私の説明が訳分からなくなった時は、彼（矢部）に聞いて下さい」との紹介が入る。
教室が静まってから、岡村先生は黒板に「期末テスト（中間テスト）」とこれまた大きな字で書き、テスト実施を発表。続けて「この中で『バカ』を決めたいんです!」と理由を発表し、生徒を煽る。さらに参加者から1位やビリの特典について質問されると「別に（芸人としてビリになったことが）美味しいとか、（ビリで）罰ゲームとか、一切ありません。ただ（単に）バカが決まります!!」というコーナーの趣旨を説明する。この時、武田（第3回では矢口、第6-7回では小池と磯野）が先生に抗議した結果チョークを投げつけられた事がある。
自習
その後、メンバーは標準学生服 に着替えて、テスト前の予習（1時間）に臨む。この時間を利用して、その日に集められたメンバーの最終学歴や得意科目・不得意科目などのデータが1人ずつ出席簿風画面とナレーションにより紹介される。この時にも色々なイジりがある。この時のBGMは主にポーランド民謡『クラリネット・ポルカ』であるが『道化師のギャロップ』も使用されている。
受験
回によっては、受験前に生徒の持ち物検査をすることがある。特徴的なキャラクターを持つ生徒のカバンをチェックすると、そのキャラクターどおりの中身（第13回の川栄のカバンから大量の靴下、第15回の本間のカバンから大量ののどぬ〜るスプレーなど）、またはキャラクターに似つかない中身（第11回の清原のカバンからハローキティグッズ）が出てくる。
自習終了後に問題用紙が配布。このシーンでは岡村先生が紙をめくるために必要以上に指を舐めるふりをした後に配布する。テスト開始前には、岡村先生から「カンニング厳禁」「真剣に解答すること。（意図的な）ボケ解答とか面白解答とかそういうのは一切いりません!」という注意がある。また、答案に名前を書き忘れれば0点という厳しいルールがあり、テスト中の模様はダイジェストで試験時間や出題範囲と共に紹介される。
テストは終了後即採点される。1教科100点×5教科=500点満点。
答え合わせ
この企画のメインパート。採点後、岡村先生が不機嫌な様子で教室に戻って来て、順位発表前に生徒達の面白解答・珍解答をイジっていくと宣言。受験した科目順に、答え合わせも兼ねて「問題のプレイバック⇒岡村先生が生徒を指名⇒その人の解答を佐野先生が読み上げる⇒岡村先生のツッコミ⇒『試験に出るバカDATA』でテロップフォロー」という形で弄っていく。但し、英語の答案を弄る頃には深夜になるので成績下位者の答案のみが弄られることが多い。
第10回からはテスト実施日と結果発表日を別日にしている（第14回を除き、放送上では触れられない）ため、その間に珍解答を元にしたフリップ・小道具の作成も行われる。
特に理科での絵を描く問題（幼虫・卵から何の成虫になるかを問う問題）で、この世のものとは思えないような奇妙な生物を描くと生徒たちがざわつく。そのとき、通常の学校であれば「ざわざわしない」「静かにしなさい」などと注意するが、ここでは副担任の佐野が逆に「ざわざわして下さい」と逆に盛り上げるように仕向ける。
回によっては、前述のような面白解答を故意にしたと認められる場合や、自慢としか受け取れないような解答は「でしゃばり減点」として、多少の減点がされることがある。
順位発表
順位は上位から順番に発表され、最後に最下位（バカ）が決まる。この時も様々な弄りが入ることがある。発表が進む（=順位が下がる）につれて、「この辺りまでには名前を呼ばれたいね」「まだ名前を呼ばれていない人?」と聞いて手を挙げさせ「いるぞー、この中にバカがいるぞー」と言いながら、まだ順位が発表されていない（=「バカ」の可能性がある）参加者を様々な形で煽る のが定例になっている。勝ち抜け組がヒートアップする一方で、涙目になる者・頭を抱えて机に突っ伏す者・表情が硬直する者など、様々な人間模様が展開される。そして最下位者は、ここで更に（あまりに恐ろしくて弄りきれない）珍解答を弄られ 第3回以降、最後に特製王冠が授与されるようになり、この時は最下位者をフォローする内容のナレーションがある。ただし、第13回は王冠ではなく人形が授与された。

## 内容
この企画では最下位を「バカ」と表記する。得点のうち、赤数字は教科別最高得点、青数字は教科別最低得点。座席表は上が教卓側である。
第1回 / 第2回 / 第3回 / 第4回 / 第5回 / 第6回 / 第7回 / 第8回 / 第9回 / 第10回 / 第11回 / 第12回 / 第13回 / 第14回 / 第15回 / 第16回 / 第17回 / 第18回

### 夏休み直前・期末テスト（第1回）
2000年7月15日放送。レギュラー放送内で夏休み直前企画として実施。レギュラー陣のうち8名で「バカ」を決定する。
当日は「ショートコントのリハーサルあり」という設定でフジテレビのリハーサル室に招集された。
雛形あきこは産休中、大久保佳代子は芸能活動休止中のため不参加となった。
| 加藤   | 光浦 |
| 矢部   | 濱口 |
| 紗理奈 | 山本 |
| 武田   | 有野 |

| 順位 | 名前             | 国語 | 数学 | 社会 | 理科 | 英語 | 合計 (平均) |
| ---- | ---------------- | ---- | ---- | ---- | ---- | ---- | ----------- |
| 1位  | 光浦靖子         | 94   | 92   | 86   | 87   | 92   | 451 (90.2)  |
| 2位  | 武田真治         | 81   | 83   | 68   | 78   | 92   | 402 (80.4)  |
| 3位  | 加藤浩次         | 60   | 92   | 69   | 76   | 83   | 380 (76.0)  |
| 4位  | 有野晋哉         | 68   | 67   | 75   | 78   | 70   | 358 (71.6)  |
| 5位  | 鈴木紗理奈       | 74   | 42   | 49   | 59   | 87   | 311 (62.2)  |
| 6位  | 矢部浩之         | 71   | 48   | 62   | 47   | 74   | 302 (60.4)  |
| 7位  | 山本圭壱         | 55   | 49   | 60   | 67   | 51   | 282 (56.4)  |
| バカ | はまぐちぇまさる | 58   | 38   | 70   | 82   | 28   | 276 (55.2)  |

- 日本史が苦手な武田は、マッカーサーを指定された3語を使って説明する問題では、3語を適当に並べ「忘れられないだろう」と日記調で締めくくった。以降のテストでも武田は、歴史の人物に関する問題では「-であることは言うまでもない」などと逃げることが多い。
- 当初メンバーのうちで「バカ」を疑われた矢部は、最下位にはならなかったがワースト3位だったため、岡村に「プッチバカ」と命名された。
  - 社会の発電所の地図記号を描く問題では、光る電球を描いて解答し、岡村に「漫画かオイ!」と突っ込まれた。
  - 理科の北の空の星を答える問題で、「北斗七星、北極星、カシオペア座」をそれぞれ「水星、金星、オリオン座」とストレートに解答した。
- 最下位の濱口に関して、有野以外のめちゃイケメンバーおよびスタッフは、この時初めて濱口の学力が低いことを知ったという。以降、濱口は（めちゃイケメンバーが参加しない）ゲストのみ参加の回にも、王冠プレゼンターなどとして登場している。また、数々の誤答を大いにバカにされ、「もうなあ お笑いやるしか無かったんよこれ、分かるやろ?」とコメントした。
  - 漢字の書取問題「こうふん（興奮）」を加藤と矢部が"奮"をそれっぽい字で書きごまかそうとした中、濱口は"鼻"に似せた字を書き、「雰囲気やないか!」「興奮の"奮"で、鼻が"フン"で、"奮"か!」と突っ込まれる。
  - 英語の答案用紙の名前記入をローマ字で「masaru hamaguche」（マサル・ハマグチェ）と綴ったことで、以降のテロップやエンドロールにもはまぐちぇまさると表記された。なお、濱口はこのミスにより当初は英語の点数が0と採点されていたが、クラス全員の総意により点数が復活した。
  - 同じく英語の和文英訳問題「これが日本で一番長い川です(This is the longest river in Japan.)」を濱口は「The is a Japanes nander one library.（ザ イズ ア ジャパネス ナンダー ワン ライブラリ[注釈 15]）」と解答。文中の「nander one」は、後に番組スタッフ用Tシャツの図案として採用された。

### 秋の抜き打ち中間テストSP（第2回）
2002年10月12日放送。この回からスペシャル版での放送となった。レギュラー陣8名にゲスト4名を転校生として加え、「スペシャルバカ」を決める。
メンバーはスペシャルとは別企画のリハーサル、その他4人は別企画の打ち合わせから騙される形で参加となった。
| 加藤   | ふかわ | 光浦 |
| 矢部   | 井筒   | 濱口 |
| 紗理奈 | 永井   | 山本 |
| 武田   | 高島   | 有野 |

| クラス  | 順位 | 名前         | 国語 | 数学 | 社会 | 理科 | 英語 | 合計 (平均) |
| ------- | ---- | ------------ | ---- | ---- | ---- | ---- | ---- | ----------- |
| Aクラス | 1位  | 光浦靖子     | 81   | 99   | 81   | 80   | 84   | 425 (85.0)  |
| Aクラス | 2位  | ふかわりょう | 80   | 97   | 78   | 75   | 92   | 422 (84.4)  |
| Aクラス | 3位  | 高島彩       | 76   | 87   | 74   | 68   | 91   | 396 (79.2)  |
| Aクラス | 4位  | 武田真治     | 74   | 88   | 66   | 73   | 83   | 384 (76.8)  |
| Bクラス | 5位  | 井筒和幸     | 90   | 79   | 86   | 65   | 63   | 383 (76.6)  |
| Bクラス | 6位  | 加藤浩次     | 56   | 95   | 78   | 83   | 70   | 382 (76.4)  |
| Bクラス | 7位  | 永井大       | 71   | 88   | 69   | 64   | 62   | 354 (70.8)  |
| Bクラス | 8位  | 有野晋哉     | 63   | 64   | 61   | 82   | 54   | 324 (64.8)  |
| Cクラス | 9位  | 鈴木紗理奈   | 42   | 53   | 48   | 65   | 83   | 291 (58.2)  |
| Cクラス | 10位 | 矢部浩之     | 76   | 51   | 38   | 40   | 56   | 261 (52.2)  |
| Cクラス | 11位 | 山本圭壱     | 45   | 44   | 50   | 79   | 42   | 260 (52.0)  |
| Cクラス | バカ | 濱口優       | 43   | 18   | 76   | 81   | 34   | 252 (50.4)  |

- 最下位となり「スペシャルバカ」が授与された濱口に、大学入学ドッキリが仕掛けられるきっかけとなった[注釈 16]。
- 濱口は、数学の点数が18点と大きく他の参加者に差をつけられたが、その原因を番組最後にて大きく取りあげられた。
  - 計算問題では、わからない部分を全て「2」と解答していた。同時に、有野から「中学2年生ぐらいの頃に数学で全て2と解答して6点稼いだ」というエピソードが暴露された。
  - 三角すいを描く問題では、本来なら三角錐のところを三角水と勘違え、水滴のような図を描いて岡村先生から気持ち悪がられていた。その後、めちゃイケの別企画・数取団で濱口はその解答を印刷した色Tシャツを着ることになった。
- 名前の書き忘れは0点になるため、井筒が「数学の答案に名前を書き忘れたかもしれない」と終始焦っていたが、幸い名前は書かれており0点は免れた。

### 私立岡村女子高等学校。期末テストSP（第3回）
2003年4月5日放送。「岡女。」の生徒12名が参加して実施。濱口も「理事長・ハマグチェマサル先生」として登場し、答え合わせと順位発表を見守ったが、同時に理事長傑作選として第2回までの珍回答を紹介され、岡女。の生徒達からも笑われてしまっていた。

### 歳末抜き打ち期末テストSP（第4回）
2003年12月27日放送。年末に放送されることから「年末ジャンボバカ」を決定。
第2回同様、レギュラー陣8名にゲスト4名を加えての実施。当日、めちゃイケメンバーは「めちゃイケ新年会」という設定で品川の新高輪プリンスホテル内の会場に招集された。
| 加藤   | 有田   | 光浦 |
| 矢部   | デヴィ | 濱口 |
| 紗理奈 | 石田   | 山本 |
| 武田   | 千野   | 有野 |

| クラス  | 順位 | 名前             | 国語 | 数学 | 社会 | 理科 | 英語 | 合計 (平均) |
| ------- | ---- | ---------------- | ---- | ---- | ---- | ---- | ---- | ----------- |
| Aクラス | 1位  | 光浦靖子         | 85   | 89   | 93   | 81   | 94   | 442 (88.4)  |
| Aクラス | 2位  | 石田純一         | 92   | 87   | 92   | 49   | 100  | 420 (84.0)  |
| Aクラス | 3位  | 有田哲平         | 75   | 88   | 75   | 79   | 86   | 403 (80.6)  |
| Aクラス | 4位  | 加藤浩次         | 65   | 99   | 66   | 76   | 78   | 384 (76.8)  |
| Bクラス | 5位  | 千野志麻         | 66   | 83   | 67   | 78   | 87   | 381 (76.2)  |
| Bクラス | 6位  | 武田真治         | 63   | 82   | 59   | 76   | 92   | 372 (74.4)  |
| Bクラス | 7位  | 有野晋哉         | 78   | 71   | 65   | 92   | 45   | 351 (70.2)  |
| Bクラス | 8位  | 鈴木紗理奈       | 64   | 54   | 50   | 51   | 93   | 312 (62.4)  |
| Cクラス | 9位  | デヴィ・スカルノ | 69   | 39   | 68   | 38   | 95   | 309 (61.8)  |
| Cクラス | 10位 | 矢部浩之         | 70   | 65   | 43   | 51   | 47   | 276 (55.2)  |
| Cクラス | 11位 | 山本圭壱         | 56   | 49   | 64   | 61   | 20   | 250 (50.0)  |
| Cクラス | バカ | 濱口優           | 49   | 19   | 75   | 88   | 17   | 248 (49.6)  |

- 英語の英訳問題「私は地球の平和を願っている(I wish for a peace of the earth.)」で、濱口が「I was pesu.」、山本が「peeese, I am peeese oh my GoD.」と解答し、ラップ詞のような解答に教室が盛り上がった。後に、夏のお台場まつりでこの解答を印刷したTシャツが販売された。
- 濱口は山本と僅か2点差で敗れ年末ジャンボバカに。圧倒的に点数が低かった数学と英語が紹介された。足し算の答えを表す「和」と引き算の答えを表す「差」をそれぞれ「和」、「洋」、序数（first, second, third, fourth, fifth）を野球のポジションだと思い「fast, secand, sard, home, end」と解答した。

### FNS全国一斉期末テスト（第5回）
2004年7月25日放送の『FNS27時間テレビ めちゃ2オキてるッ!‐what A wide awake↑we are!‐楽しくなければテレビじゃないじゃ〜ん!!』内で放送。
2004年の27時間テレビの企画の一つとして「日本一バカなテレビ局」、「サマージャンボバカ」を決めるためのFNS全国一斉期末テストが行われ、事前特番の「ホリデースペシャル」（2004年7月19日放送）で、FNS28局社員が集まって行われた地区予選の模様が放映された。
各局につき3～4名がテストを受験し、その中から岡村先生の独断で代表者1名を決定した。代表に選ばれなかった局員の珍解答については、逐一「もったいない解答」として紹介された。
この他、濱口と山本がペ・ヨンジュンと数取団の収録、加護亜依と辻希美がペ・ヨンジュンに突撃インタビューとしてドッキリで参加させられた。その際、受験者が一般人の社員だけだと面白解答が出ないかもしれないということで、以前のテストで成績の悪かった前述の4名が面白解答のプロとして特別参加となった。プロのみ別室で、山本は「どんどん小さくなる教室は嫌だ。ここから脱出したい」と語っていたが、正式な参加 では皮肉にもこれが最後の参加となった。当初は面白回答を提供する役割で参加していたが、全員の成績発表が終了した直後に急遽話が変わり、岡村がプロ同士の順位発表ひいては「真のサマージャンボバカ」の決定を宣言、順位付けを行った。なお、加護と辻は当日モー娘。がコンサートツアー中であったため、答え合わせ・順位発表はライブ会場の大阪城ホールから結果を見守った。なお、局員36人は事前に用意された順位が書かれたパネルと名前が書かれたパネルを使って黒板に順位を発表されていったものの、プロ4名はパネルが用意されておらず直接チョークで黒板に書かれる形で発表された。
放送時間の都合で、答え合わせの途中で函館競馬場からの第40回記念函館記念の競馬中継が挟まれた。この中継は司会を西山喜久恵・オッズ等の進行を水野悠希・実況を吉田雅英の各アナウンサーが担当した。
テストの他にも笑福亭鶴瓶・磯野貴理子・南原清隆・ココリコらを迎えて、期末テストに参加したFNS28局の社員の詳細情報を『トリビアの泉』形式で紹介した。笑福亭鶴瓶がFNS各局社員情報を評価する「べぇボタン」（声の主:コージー冨田）に「やりにくいわ」とマジギレするが、監視役の村上光一にダメ出しされた。この時、岡山放送社長、テレビ愛媛社長、村上との社長3ショットが実現している。
地区予選
各局の参加者は「面白局員コンテストのオーディション」という設定で招集されており、それぞれが特技やPRを披露した。太字は代表者。
- 東日本地区

仙台放送で収録し、北海道・東北の以下の6局が参加。
北海道文化放送（水野悠希、藤沢茂、吉田幸弘）
秋田テレビ（熊谷美幸、石川淳、三宅伸介）
福島テレビ（相良志帆美、大内優、石井善弘）
仙台放送（本田大輔、柴山光由、佐藤良昭）
岩手めんこいテレビ（三浦佐季子、遠藤昌伸、青田優）
さくらんぼテレビジョン（大戸和彦、遠藤幹彦、片又直樹）
- 中部地区

東海テレビ放送で収録し、中部地方とフジテレビの以下8局が参加。
新潟総合テレビ（中田エミリー、宮下輝夫、板垣吉美）
福井テレビジョン放送（岡本未央、尾崎雄一、出雲路康照）
テレビ静岡（佐藤秀臣、小林美幸、森太）
石川テレビ放送（定梶護、才澤孝、小矢田いづみ）
長野放送（湯沢沙織、御影倫代、田中純代）
東海テレビ放送（浅野ひとみ、石原慎太郎、角川雅彦）
富山テレビ放送（澤田勇、手塚多美、堂本勉）
フジテレビジョン（宇津井隆、丹羽朋廣、原田冬彦）
- 西日本地区

関西テレビで収録し、中国地方、四国地方の以下6局の代表に加えて社長枠として岡山放送、テレビ愛媛からそれぞれ、須賀勝彌、田嶋徳之社長が参加。テスト中、須賀社長はクレームを出していたが、田嶋社長は全くクレームを出さず我慢強さを見せていた。
岡山放送（上岡元、森本美保子、河野泰宏）
テレビ新広島（寺田治司、渡辺伸和、土橋浩一）
テレビ愛媛（大谷浩三、橋本利恵、大下香奈）
高知さんさんテレビ（藤林宏行、田中誠祐、宮田真希）
関西テレビ放送（佐野拓水、関純子、菅沼満寛）
社長枠（田島徳之、須賀勝彌）
山陰中央テレビジョン放送（古川淳、竹内駒英、作野俊介）
- 九州・沖縄地区

テレビ西日本で収録。九州と沖縄の以下8局が参加。その中で松井耀子が岡村先生に唯一キレた。
テレビ西日本（益田エレニ、川上武志、高山梨香、手嶋準一）
サガテレビ（藤井広幸、松本茂樹、中村なぎさ）
テレビ熊本（松井耀子、郡司琢哉、池島勇三）
テレビ宮崎（利国理砂、高橋巨典、横山美和）
テレビ長崎（冨永佳宏、山本英司、吉井誠）
鹿児島テレビ放送（堀之内孝子、中西真貴、泊景太）
テレビ大分（岡村誠之、野島亜樹、工藤健太、岸田吉正）
沖縄テレビ放送（安谷屋貴英、上江洌豪、久高裕美）
※関西テレビ放送は「快傑えみちゃんねる」を放送していたため、地区予選の模様は西日本地区のみを放送していた。
ここでは、プロ以外の最低点を水色数字とする。
| 辻   | 濱口 |
| 加護 | 山本 |

| クラス | 順位    | 所属                     | 名前         | 国語 | 数学 | 社会 | 理科 | 英語 | 合計 (平均) |
| ------ | ------- | ------------------------ | ------------ | ---- | ---- | ---- | ---- | ---- | ----------- |
| A組    | 1位     | 高知さんさんテレビ       | 藤林宏行     | 94   | 93   | 89   | 80   | 95   | 451 (90.2)  |
| A組    | 2位     | 福島テレビ               | 相良志帆美   | 94   | 95   | 84   | 81   | 95   | 449 (89.8)  |
| A組    | 3位     | テレビ静岡               | 佐藤秀臣     | 87   | 96   | 88   | 77   | 93   | 441 (88.2)  |
| A組    | 4位     | 関西テレビ放送           | 佐野拓水     | 75   | 89   | 86   | 88   | 96   | 434 (86.8)  |
| A組    | 5位     | テレビ愛媛               | 田島徳之     | 95   | 77   | 86   | 88   | 85   | 431 (86.2)  |
| B組    | 6位     | 石川テレビ放送           | 定梶護       | 91   | 76   | 96   | 75   | 88   | 426 (85.2)  |
| B組    | 7位     | 仙台放送                 | 本田大輔     | 83   | 80   | 95   | 81   | 82   | 421 (84.2)  |
| B組    | 8位     | テレビ新広島             | 寺田治司     | 73   | 89   | 78   | 97   | 77   | 414 (82.8)  |
| B組    | 9位     | 長野放送                 | 湯沢沙織     | 83   | 89   | 72   | 78   | 90   | 412 (82.4)  |
| B組    | 10位    | 岡山放送                 | 須賀勝彌     | 83   | 83   | 82   | 81   | 80   | 409 (81.8)  |
| C組    | 11位    | フジテレビジョン         | 宇津井隆     | 72   | 84   | 79   | 71   | 85   | 391 (78.2)  |
| C組    | 12位    | 山陰中央テレビジョン放送 | 古川淳       | 79   | 75   | 85   | 77   | 69   | 385 (77.0)  |
| C組    | 13位    | さくらんぼテレビジョン   | 大戸和彦     | 84   | 74   | 75   | 77   | 70   | 380 (76.0)  |
| C組    | 14位    | 北海道文化放送           | 水野悠希     | 80   | 69   | 80   | 75   | 68   | 372 (74.4)  |
| C組    | 15位    | 沖縄テレビ放送           | 安谷屋貴英   | 70   | 60   | 71   | 72   | 92   | 365 (73.0)  |
| D組    | 16位    | テレビ愛媛               | 大谷浩三     | 77   | 62   | 78   | 73   | 72   | 362 (72.4)  |
| D組    | 17位    | 新潟総合テレビ           | 中田エミリー | 80   | 59   | 67   | 60   | 91   | 357 (71.4)  |
| D組    | 18位    | 東海テレビ放送           | 浅野ひとみ   | 73   | 76   | 62   | 73   | 64   | 348 (69.6)  |
| D組    | 19位    | テレビ宮崎               | 利国理砂     | 58   | 60   | 69   | 63   | 94   | 344 (68.8)  |
| D組    | 20位    | テレビ長崎               | 冨永佳宏     | 75   | 66   | 81   | 66   | 51   | 339 (67.8)  |
| E組    | 21位    | 富山テレビ放送           | 澤田勇       | 75   | 58   | 81   | 70   | 52   | 336 (67.2)  |
| E組    | 21位    | 岩手めんこいテレビ       | 三浦佐季子   | 68   | 65   | 77   | 69   | 57   | 336 (67.2)  |
| E組    | 23位    | 福井テレビジョン放送     | 岡本未央     | 67   | 70   | 54   | 69   | 68   | 328 (65.6)  |
| E組    | 24位    | テレビ熊本               | 松井耀子     | 76   | 57   | 59   | 65   | 69   | 326 (65.2)  |
| E組    | 25位    | テレビ大分               | 岡村誠之     | 47   | 88   | 55   | 56   | 78   | 324 (64.8)  |
| F組    | 26位    | 鹿児島テレビ放送         | 堀之内孝子   | 84   | 67   | 65   | 56   | 50   | 322 (64.4)  |
| F組    | 27位    | 秋田テレビ               | 熊谷美幸     | 60   | 68   | 63   | 67   | 61   | 319 (63.8)  |
| F組    | 28位    | テレビ西日本             | 益田エレニ   | 70   | 55   | 49   | 59   | 82   | 315 (63.0)  |
| F組    | 29位    | 岡山放送                 | 上岡元       | 80   | 59   | 51   | 60   | 55   | 305 (61.0)  |
| F組    | バカ    | サガテレビ               | 藤井広幸     | 55   | 58   | 67   | 83   | 39   | 302 (60.4)  |
| プロ   | プロ1位 | 岡女。                   | 加護亜依     | 43   | 49   | 44   | 52   | 63   | 251 (50.2)  |
| プロ   | プロ2位 | めちゃイケ               | 山本圭壱     | 52   | 44   | 58   | 71   | 23   | 248 (49.6)  |
| プロ   | プロ3位 | 岡女。                   | 辻希美       | 49   | 72   | 52   | 50   | 21   | 244 (48.8)  |
| プロ   | バカ    | めちゃイケ               | 濱口優       | 49   | 21   | 70   | 86   | 13   | 239 (47.8)  |

- 最下位のサガテレビが「日本一バカなテレビ局」となったことに因み、「佐賀県」で大ヒットしたはなわが応援に駆けつけ、藤井のことを歌った「佐賀県」の替え歌を披露した。同局には同時に「バカテレビ」の称号も授与された。
- 1位に教科別最高点がなかったのは初めてのことである。一方、参加テレビ局社員の全員が平均60点以上の得点を獲得。サガテレビの藤井は当回のプロ集団を除いた歴代最下位で、合計点が唯一300点を超えていた。彼とプロ集団の間には、合計点に50点以上の差があった。
- 4冠達成となった濱口の爆笑回答集は時間の都合で紹介できなかったが、はなわに替え歌で披露された（薬（medicine）を英語でband Eido、マーライオンをレオポン、四字熟語の穴埋め問題で酒池肉林を小池小林、数学では平行四辺形を梯子の様に書き、文章題では聞かれていない答えを解答していた）。

### 国立め茶の水女子大学付属高校中間試験（第6回）
2004年10月9日放送。「私立岡村女子高等学校。」に代わって「国立め茶の水女子大学附属高等学校。」が設立されたという設定で、委員長・光浦靖子の他にゲスト11名を加えて抜き打ち中間テストを実施（めちゃ女第1期）。
ラフォーレ原宿にて、参加者全員が「エステサロン『ビューティーマジック』の CMでジュリア・ロバーツと共演」という設定で招集された。信憑性を持たせるため受付ロビーやパンフレットなど至る所にジュリア・ロバーツの写真を使用していたが、本人側から全く許可を得ていないため番組内で岡村が「訴えられたら完全に我々の負け」「(この放送が)アメリカに流れない事を祈るばかり」などと発言している。なお、「ビューティーマジック(Beauty Magic)」の実際の意味は「バカまん（Baka Man）」である。
国立の付属女子高という設定のため、アジャ・コングは本名の宍戸江利花で受験することになった。また、この回からめちゃイケレギュラーメンバーと出演者とのライバル関係が生じはじめ、今後の回でもそれが確立されることになり、その熾烈な関係が見受けられることとなる。
この回の放送日は、関東地方に台風が直撃し在宅率が高かったことも相まって、関東地区では平成のバラエティ番組の歴史を塗り替える高視聴率（30%の大台）を記録した。
| 若槻   | 麻木   | 光浦 |
| 松野   | 千秋   | 黒沢 |
| 叶恭子 | 叶美香 | 村上 |
| 小池   | 宍戸   | 大島 |

| クラス  | 順位 | 名前       | 国語 | 数学 | 社会 | 理科 | 英語 | 合計 (平均) |
| ------- | ---- | ---------- | ---- | ---- | ---- | ---- | ---- | ----------- |
| Aクラス | 1位  | 光浦靖子   | 89   | 92   | 89   | 86   | 97   | 453 (90.6)  |
| Aクラス | 2位  | 麻木久仁子 | 87   | 90   | 92   | 90   | 92   | 451 (90.2)  |
| Aクラス | 3位  | 叶美香     | 84   | 92   | 84   | 77   | 94   | 431 (86.2)  |
| Aクラス | 4位  | 叶恭子     | 78   | 68   | 84   | 98   | 100  | 428 (85.6)  |
| Bクラス | 5位  | 千秋       | 71   | 71   | 78   | 82   | 86   | 388 (77.6)  |
| Bクラス | 6位  | 宍戸江利花 | 89   | 66   | 60   | 70   | 86   | 371 (74.2)  |
| Bクラス | 7位  | 大島美幸   | 58   | 69   | 71   | 64   | 59   | 321 (64.2)  |
| Bクラス | 8位  | 村上知子   | 66   | 69   | 55   | 70   | 48   | 308 (61.6)  |
| Cクラス | 9位  | 小池栄子   | 59   | 75   | 65   | 45   | 62   | 306 (61.2)  |
| Cクラス | 10位 | 松野明美   | 47   | 46   | 50   | 62   | 51   | 256 (51.2)  |
| Cクラス | 11位 | 黒沢宗子   | 57   | 47   | 40   | 56   | 52   | 252 (50.4)  |
| Cクラス | バカ | 若槻千夏   | 48   | 47   | 57   | 71   | 26   | 249 (49.8)  |

- アジャ・コングは最終学歴が中学卒業でありながら、かなりの好成績を残した。この約2年後に『クイズ!ヘキサゴンII』に出演した際も、ペーパーテストで1位を取っている。また、わずか2点差で光浦に敗れて2位となった麻木は「1位じゃなきゃ意味がない!」とかなり悔しがっていた。
- 今回は、問題への正誤とは無関係な部分で減点が発生した。数学で円柱の展開図を描く問題で、千秋が正解こそしているが、長方形の端に「のりしろ」をわざわざ書く余計なことをしたため、-1点。
- 最下位の若槻千夏（バカ槻千夏）が「バカまん」となり（若槻は最下位を誇りに思っている）、点数が1番低かった英語の解答が紹介された。若槻は「once upon a time」をウッポンの時間と解答した。最後には「バカまんじゃありません! ヤリまんです!!（前半で「やる気満々」をヤリまんと略した岡村のギャグを踏まえた発言）」と発言。なお、クラス分けのテロップでは1位が「できまん（前半の光浦の発言より）」と表記された。
  - また、若槻がこの企画がきっかけとなり知名度を上げ、一気にスターダムにのぼりつめたことから、「抜き打ちテスト」は番組内の企画でもあれば、業界が注目する一大イベントとなった。

### 国立め茶の水大学付属女子高校期末試験（第7回）
2005年4月9日放送。鈴木紗理奈が委員長となり、他に11名のゲストを加えて抜き打ち期末テストを実施（めちゃ女第2期）。
東京国際空港（羽田空港）にて、参加者全員がウソ企画「航空会社のCMでペ・ヨンジュンと共演」という設定で招集された。「ヨン様」の名前に引っかけたキャッチフレーズ「毎日ヨン便」のポスターまで作られていた他、細木数子を除く11人が客室乗務員の制服姿で登校した（フレーズの由来は、毎日韓国行きの便が4便あるという意味だが、実際は毎日5便以上運行されている。ソニンに至っては韓国語の（ウソ）インタビューにそのまま答えていた）。なお、ポスターのロゴ「U.B.」は、社名「ユナイテッド・ボーイング(United Boeing)」の頭文字という設定だが、実際の意味は「ウルトラのバカ (Ultra no Baka)」。
この回からは放送翌週以降に未公開スペシャルが放送されることが恒例となり、特別講師も未公開スペシャルでのみの登場となる。なお、今回は紗理奈とクワバタオハラ（くわばたりえ・小原正子）の睨み合い（紗理奈が委員長役で眼鏡をかけていたことから）、細木のゴージャスぶりが放送された。
| 梨花   | 大桃 | 紗理奈   |
| ソニン | 小沢 | くわばた |
| さとう | 細木 | 小原     |
| 磯野   | 神取 | 青木     |

| クラス  | 順位 | 名前         | 国語 | 数学 | 社会 | 理科 | 英語 | 合計 (平均) |
| ------- | ---- | ------------ | ---- | ---- | ---- | ---- | ---- | ----------- |
| Aクラス | 1位  | 大桃美代子   | 94   | 86   | 92   | 83   | 74   | 429 (85.8)  |
| Aクラス | 2位  | 小沢真珠     | 88   | 95   | 70   | 68   | 89   | 410 (82.0)  |
| Aクラス | 3位  | ソニン       | 64   | 89   | 64   | 69   | 96   | 382 (76.4)  |
| Aクラス | 4位  | 小原正子     | 83   | 86   | 49   | 60   | 87   | 365 (73.0)  |
| Bクラス | 5位  | 青木さやか   | 93   | 81   | 57   | 52   | 62   | 345 (69.0)  |
| Bクラス | 6位  | 細木数子     | 92   | 48   | 95   | 61   | 46   | 342 (68.4)  |
| Bクラス | 7位  | 神取忍       | 66   | 79   | 81   | 63   | 51   | 340 (68.0)  |
| Bクラス | 8位  | さとう珠緒   | 68   | 71   | 53   | 59   | 86   | 337 (67.4)  |
| Cクラス | 9位  | 磯野貴理子   | 86   | 45   | 73   | 81   | 48   | 333 (66.6)  |
| Cクラス | 10位 | くわばたりえ | 50   | 65   | 51   | 72   | 42   | 280 (56.0)  |
| Cクラス | 11位 | 鈴木紗理奈   | 47   | 38   | 45   | 43   | 88   | 261 (52.2)  |
| Cクラス | バカ | 梨花         | 49   | 62   | 54   | 52   | 40   | 257 (51.4)  |

- 委員長でありながら4点差でワースト2位となった紗理奈は、解答やトークなどでエロい発言を繰り返し、「浪花のドスケベ」という称号を得ている。
- 5位の青木から9位の磯野までの5人の点差が12点しかなく、一方で10位のくわばたとの点差は53点差であった。
- 前回に続き減点が発生した。地図記号の名称を答える問題で、磯野が「工場、発電所、灯台」を全て「発電所」とする卑怯な解答をしたため、-4点。普通は誤答しても加点が行われないだけであるが、今回は0点から更に減点される事態となった。
- 最下位の梨花は、英語の和訳問題「What a beautiful woman Catherine is!（なんてキャサリンは美しい女性なんだろう）」を「かざらない女性こそ美しい」と、人名を強引に（キャサリン→きゃざらない→かざらない）日本語に訳した。

### 10周年記念中間テスト・WBC（第8回）
2006年10月7日放送。2006年秋の「ピンチこそチャンスだ!目標は20周年スペシャル」で、めちゃイケ10周年記念企画としてレギュラー陣8名+ゲスト4名で実施。
ゲストは10周年記念ということで、第6回で光浦に敗れた麻木久仁子（「めちゃ女」第1期生）や、辻希美（「岡女」バカ女）、若槻千夏（「めちゃ女」第1期生・バカまん）、梨花（「めちゃ女」第2期生・ウルトラのバカ）らテスト企画の歴代スターが招集された。今回のバカの称号はこの年の春に初開催され日本代表が優勝したワールド・ベースボール・クラシックにちなんだ「ワールド・バカ・クラシック (World Baka Classic)」、略して「WBC」。
なお、番組を降板した山本は「お父さん」の仕事の都合で転校した設定で、その後任として江頭2:50（江頭秀晴）が準レギュラー中最多出演者ということで超サプライズで招集された。このため、他のメンバーが全員テスト経験者である中、江頭は唯一初受験となった。矢部曰く「この席（山本の席）はエガちゃんじゃないと無理」。
当日、めちゃイケメンバーはウソ企画(1)『めちゃ²イケてるッ!』の10周年を記念した『ザテレビジョン』のグラビア撮影・(2)同雑誌の新企画お披露目、という設定で招集され、それぞれが同年のCMパロディーにて扮したキャラクターの格好で登場した。雛形あきこと大久保佳代子は写真撮影には参加したが、今回もテストには参加しなかった。一方、女性のゲストメンバーは、めちゃイケメンバーとは別に、『ザテレビジョン』の特別取材・撮影、また江頭はコラム『ザ・エガビジョン』連載記念（当然全て嘘）ということで集められた。
さらに、女性ゲストは全員ワールド・ベースボール・クラシックに因んで野球日本代表のユニフォーム（下は短パン）を着用して登場した。なお、彼女達のユニフォームの背番号は、それぞれの過去の抜き打ちテストでの順位（麻木は2、若槻・梨花・辻は12）になっていたのだが、若槻・梨花・辻に関してはテレビ東京（=12チャンネル）ゆえと紹介されていた。
また岡村は、他のメンバーとは別に、一足先に「オカレモン」の姿で撮影され、その後テスト会場に全力疾走、3分近くでメイクを落とし「岡村先生」の格好に着替えた（この模様は後の補完版にて放映）。
今回は、集められたメンバー全員が撮影時に「背景のカーテンが突然開いて教室セットが現れる」という大仕掛けにより、江頭含めた 全員レモンを持ったまま強制的に入室させられた。この大規模なダマシは後の補完版にて「ザ・ウソビジョン」と命名、登校時の矢部曰く「（ダマシが）凝り過ぎですよ、今回」。なお、この時に撮影されたレギュラー（岡村先生を含む）の集合写真は、実際に『ザテレビジョン』の2006年10月4日発売号の表紙を飾っている。
収録は東京都白金台の結婚式場「八芳園」で行われ、武田が登校時に「八芳園、よく許しましたね。こんな（教室を作ることを）」と感嘆していた。
| 加藤   | 麻木 | 光浦 |
| 矢部   | 若槻 | 濱口 |
| 紗理奈 | 梨花 | 江頭 |
| 武田   | 辻   | 有野 |

| クラス  | 順位 | 名前       | 国語 | 数学 | 社会 | 理科 | 英語 | 合計 (平均) |
| ------- | ---- | ---------- | ---- | ---- | ---- | ---- | ---- | ----------- |
| Aクラス | 1位  | 麻木久仁子 | 92   | 93   | 86   | 82   | 87   | 440 (88.0)  |
| Aクラス | 2位  | 光浦靖子   | 91   | 90   | 79   | 78   | 95   | 433 (86.6)  |
| Aクラス | 3位  | 加藤浩次   | 77   | 100  | 75   | 69   | 74   | 395 (79.0)  |
| Aクラス | 4位  | 武田真治   | 74   | 88   | 59   | 70   | 90   | 381 (76.2)  |
| Bクラス | 5位  | 江頭秀晴   | 73   | 48   | 78   | 76   | 75   | 350 (70.0)  |
| Bクラス | 6位  | 有野晋哉   | 69   | 50   | 56   | 87   | 55   | 317 (63.4)  |
| Bクラス | 7位  | 梨花       | 59   | 68   | 62   | 69   | 38   | 296 (59.2)  |
| Bクラス | 8位  | 鈴木紗理奈 | 44   | 58   | 38   | 68   | 86   | 294 (58.8)  |
| Cクラス | 9位  | 矢部浩之   | 75   | 57   | 44   | 64   | 52   | 292 (58.4)  |
| Cクラス | 10位 | 辻希美     | 42   | 71   | 48   | 54   | 29   | 244 (48.8)  |
| Cクラス | 11位 | 若槻千夏   | 55   | 45   | 50   | 57   | 32   | 239 (47.8)  |
| Cクラス | バカ | 濱口優     | 47   | 46   | 42   | 79   | 22   | 236 (47.2)  |

- 濱口は江頭の初参加や歴代バカとなった女子3名の参加に対して「チャンスですね!」と喜んでいたが、バカ返上はならず、最下位V5を達成し「世界一のバカ」となった。数学に関してはやや改善したものの、従来の抜き打ちテストでは毎回70点台とかなりの高得点を稼いでいた社会で42点と大幅に取りこぼしたことが大きく響いた。
  - 数学では積と商をひっ算、わっ算、社会ではバチカン市国を「イッアスモールワールド」とダブルミスをしてしまい、英語では「それは本当かもしれないし、本当ではないかもしれない。」の英訳をyes or no? Aha～n?と解答した。しかも、英語答案で名前を以前と同様にローマ字で記入したところ今度は「masaru hamagucHt」と綴り、佐野アナ曰く「限りなくドイツ語に近い」ことからマサル・ハマグフィトと読まされ、以前の「hamaguche」からの進歩のなさを露呈した。
- 若槻は、もし最下位（=バカ）だった場合は、『WBC=若槻バカ千夏 (Wakatsuki Baka Chinatsu)』という称号を得る事になったが、僅か3点差で逃れた。
- 辻は、このテストの少し前に「3か月ほど、英会話教室に通ってたんです!」と英語には自信を見せていたが、以前同様のひどい珍解答ぶりに岡村先生から「ほんとに英会話だったんでしょうか?」と言われていた。
- 紗理奈を2点差で上回り7位となった梨花は、順位発表の際に思わず感涙したが、岡村先生から「そういう番組じゃないですよ」とツッコまれた。
- 逆に優勝争いは光浦が麻木に7点差で負け、麻木は光浦の5連覇を阻止すると共にリベンジを果たした。麻木は教室中から「新・女王誕生おめでとう」の意味を込めてスタンディングオベーションを受け、一時光浦が無視される程であった。
- 加藤は、理科では「花粉が雌しべの柱頭につくこと（受粉）」を交配と解答し△をもらっていたが、おまけで〇をもらい、その理由として翌月の第3子誕生を発表する事になった。その際、岡村から、「いろいろあっても、やる事はやってる」と言われたが、それに対して加藤は「やる事やってんのは、いろいろある前!」と反論。
- 江頭は、「細身で老け顔なところが被っている」と何故か梨花をライバル視していたが、結果は彼女より上位の5位と初参加ながら大健闘した。
  - また、理科の「ワムシ」の問題の時、ワムシの下部がまんまアレに似ているためか、「ミチンコ」（武田）、「おちんちん」（若槻）、「タマキン」（梨花）などストレートな解答が連発する中[注釈 32]、江頭は「鼻まがり」と控えめな解答をしていた為、岡村先生からイジるべきかどうかを尋ねられ、「なかったことにしてくれ」と返した。

### 私立めちゃ²イケメン♂パラダイス学園（第9回）
2008年4月5日のスペシャルで放送。芸能界のイケメン及び自称イケメンばかりを集めた男子校「私立めちゃ²イケメン♂パラダイス学園」が設立されたという設定で、加藤が委員長となり、他にゲスト11名が参加して期末テストを実施。
学校名は同局で放送されていたドラマ「花ざかりの君たちへ〜イケメン♂パラダイス〜」をモチーフとしたもので、同ドラマのオープニングテーマであったORANGE RANGEの「イケナイ太陽」を替え歌にした「イケてない太陽」をBGMに使用。今回は珍解答のことを「イケてない解答」と呼んでいるほか、校訓も「一、ラーメン。ニ、つけ麺。三、僕イケメン」。今回のバカの称号は、バカ量産時代である昨今、他のバカに負けないためにもバカの格付けをしようということで「三ツ星バカ」。また、平均点が60点を下回った8位は「一ツ星バカ」、9～11位は「二ツ星バカ」とされた。
この回の委員長・加藤は『スッキリ!!』を休んでの登校だった（加藤の代理は藤井貴彦が務めた）。また、副担任・佐野は当時ニューヨーク支局勤務であったが、この収録のためだけに一時帰国した。
この回より、教室後方には歴代のバカの肖像画が掲示されるようになった（加えてこの回においては、それぞれ「V5達成中〈濱口〉」「子育て中〈辻〉」「古着ネット販売中〈若槻〉」「ハワイしょっ中〈梨花〉」と各人の近況が書かれていた）。これを見た杉浦太陽が「あれはその、『バカの殿堂入り』みたいになってるんですか!?」と質問すると、岡村先生は「ええ、もう…バカの世界では神様的存在です!」と答えていた。
遠藤が珍回答をした場合は、岡村が「遠藤アウト!」を連呼した。
収録は同年3月10日、ランボルギーニ・ジャパンビルの1階で行われた。ランボルギーニの新車種「ランボルギーニ・カーバ」のイメージキャラクターに選ばれたと聞かされて集められた参加者が、1人（組）ずつそれを元にしたドライブシミュレーションゲームのシートに着席し、音声が鳴った所で目の前の扉が開き、ドッキリであることが告げられると共に教室に招き入れられるという登場の仕方であった。さらに、このドッキリのためだけにジローラモが出演していたが、岡村先生は「ランボルギーニとジローラモは何の関係もないからね」と切り捨てた。終盤には特別講師としてエド・はるみが登場した。
| 東   | 城咲 | 加藤 |
| 杉浦 | 半田 | 遠藤 |
| 石垣 | 郷   | 武田 |
| 藤森 | 中田 | 渡辺 |

| クラス  | 順位 | 名前     | 国語 | 数学 | 社会 | 理科 | 英語 | 合計 (平均) |
| ------- | ---- | -------- | ---- | ---- | ---- | ---- | ---- | ----------- |
| Aクラス | 1位  | 中田敦彦 | 96   | 95   | 87   | 83   | 94   | 455 (91.0)  |
| Aクラス | 2位  | 藤森慎吾 | 79   | 88   | 63   | 84   | 89   | 403 (80.6)  |
| Aクラス | 3位  | 加藤浩次 | 68   | 77   | 84   | 85   | 76   | 390 (78.0)  |
| Aクラス | 4位  | 渡辺和洋 | 69   | 62   | 73   | 72   | 78   | 354 (70.8)  |
| Bクラス | 5位  | 郷ひろみ | 84   | 61   | 59   | 48   | 99   | 351 (70.2)  |
| Bクラス | 6位  | 半田健人 | 76   | 68   | 57   | 79   | 40   | 320 (64.0)  |
| Bクラス | 7位  | 城咲仁   | 57   | 75   | 60   | 74   | 37   | 303 (60.6)  |
| Bクラス | 8位  | 東幹久   | 67   | 59   | 58   | 64   | 39   | 287 (57.4)  |
| Cクラス | 9位  | 杉浦太陽 | 56   | 51   | 37   | 86   | 36   | 266 (53.2)  |
| Cクラス | 10位 | 石垣佑磨 | 47   | 71   | 27   | 58   | 56   | 259 (51.8)  |
| Cクラス | 11位 | 遠藤章造 | 88   | 27   | 70   | 49   | 21   | 255 (51.0)  |
| Cクラス | バカ | 武田修宏 | 39   | 53   | 44   | 62   | 49   | 247 (49.4)  |

- 最下位の三ツ星バカに決定した武田修宏には、濱口が三ツ星プレゼンターとしてシェフ「カステ」[注釈 34] の格好で登場し、誤答を揶揄しつつ三ツ星の特製王冠を授与した。
  - 順位発表後に、武田の珍回答集が配られ、四字熟語の穴埋め問題では金科玉条を金玉玉金[注釈 35]、足し算、引き算の答えを漢字で表す問題を＋、－（問題文の漢字という文にマークしていたが記号で解答）、スーパー・チューズデーを説明する問題ではチューズデーを水曜日と捉えて解答した。この解答を見た郷は笑い泣きした。
- その他上位では、中田が1位・藤森が2位と、オリエンタルラジオがワンツーフィニッシュを決め、さらに中田は過去の本シリーズ企画通算で455点の新記録を樹立した[注釈 36]。しかし、藤森はテスト中に水槽の魚に餌を与えさせられたり、中田と解答がかぶっていたことからカンニング疑惑をかけられたり、チャカ・カーンダンス（郷がモンゴル帝国の建国者を「チャカ・カーン」と誤答したことにちなむ）を無茶ぶりされてスベるなど終始岡村先生からいじられていた。また、これに続き3位に加藤が入り芸人勢が表彰台を独占した。
- 半田は国語の文章や社会の用語説明の問題にて文章を書いた後に、昭和時代や鎌倉時代のウンチクを長く書いていたため、減点や不正解になる場面があった。
- 国語にて「ばつが悪い(気まずいの意味)」を使った文章を書く問題にて加藤が「あいつと顔をあわすのは、ばつが悪い。」、遠藤が「先輩に草野球を誘われたが、ばつが悪かった。」と解答し両者正解ではあったが、同じ人物を描いたと思わせる文であったために弄られたが、両者否定した。
- 東はストーンヘンジを正解した際、喜んだ拍子に膝をぶつけた。
- その後、2009年1月3日放送の「寒イイ話」にて、11位の遠藤が収録終了後に「編集で8位ぐらいになりませんか?」とスタッフに懇願していたことが発覚した[注釈 37]。

### 国立め茶の水女子大学付属高等学校期末テスト（第10回）
2011年4月9日放送。
今までは昭和生まれの出演者のみだったが、この回から初めて平成生まれの出演者がテスト参加者として加わった。レギュラーからは正式メンバーとなった大久保佳代子が委員長役として、新メンバーの重盛さと美が岡村先生によりねじ込まれた「推薦入学」として参加。和田アキ子も参加する予定だったが、それを知らなかった番組ディレクターの明松功（カガリD）がプライベートで「近くへ行きたい」への出演交渉を行い、和田がそれに乗ってしまったことでテスト参加が白紙になり、その責任としてカガリDが女装し「ガリ子」として参加することとなった（和田との近くへ行きたいは同日のスペシャルにて放送された）。
収録は東京・銀座並木通りビル4FにあるTAACOBA銀座店で行われた。「たかのスリムビューティ」(TSB) のエステCMキャラクターの仕事という触れ込みだった為、ガリ子以外の参加者はガウンを着用して入室した。TSBの本当の意味は、「バカと煙は高いところに登る」から東京に建った世界一高い電波塔をもじった「東京スカイバカ (Tokyo Sky Baka)」である。
東日本大震災（東北地方太平洋沖地震）の後に行われたため、所々岡村先生やナレーションが、笑って日本を元気にしようと発言している。また、スペシャルのタイトルは「バカって言うとバカって言う元気スペシャル」となっており、これは震災直後頻繁に流れたACジャパンのCM「こだまでしょうか」で引用されている金子みすゞによる同名詩の一節のパロディであり、エンディングにも使われている。
参加メンバーが着用する制服は、過去の抜き打ちテスト企画で女性メンバーが着用していたセーラー服とは異なり、コーナーオープニングのBGMにも使用されたAKB48のシングル曲「桜の木になろう」で、メンバーが音楽番組に出演する際やPV撮影の際に着用していたピンク色のブレザータイプの制服の色、デザインを模したものが使用された。
この回から一部の回で、各参加者が自分にちなんだ内容を書いた習字（表を参照）が貼られるようになった。
視聴率は17.1%（関東地区）。
| 小森   | 大桃 | 大久保 |
| 小嶋   | 秋元 | 指原   |
| 重盛   | 岡本 | はるな |
| ガリ子 | 高橋 | 柳原   |

| クラス  | 順位 | 名前         | 教室の習字 | 国語 | 数学 | 社会 | 理科 | 英語 | 合計 (平均) |
| ------- | ---- | ------------ | ---------- | ---- | ---- | ---- | ---- | ---- | ----------- |
| Aクラス | 1位  | 大桃美代子   | ツイッター | 88   | 75   | 89   | 86   | 87   | 425 (85.0)  |
| Aクラス | 2位  | ガリ子       | ピカル     | 95   | 100  | 64   | 69   | 77   | 405 (81.0)  |
| Aクラス | 3位  | 大久保佳代子 | 性欲       | 73   | 76   | 52   | 67   | 100  | 368 (73.6)  |
| Aクラス | 4位  | 秋元才加     | 十七位     | 77   | 67   | 44   | 71   | 79   | 338 (67.6)  |
| Bクラス | 5位  | 高橋真麻     | 英樹       | 81   | 56   | 82   | 50   | 65   | 334 (66.8)  |
| Bクラス | 6位  | 柳原可奈子   | 観察力     | 71   | 69   | 65   | 45   | 73   | 323 (64.6)  |
| Bクラス | 7位  | 岡本夏生     | 四五歳     | 66   | 53   | 68   | 51   | 44   | 282 (56.4)  |
| Bクラス | 8位  | 指原莉乃     | 十九位     | 60   | 42   | 52   | 68   | 55   | 277 (55.4)  |
| Cクラス | 9位  | はるな愛     | 賢示       | 45   | 71   | 54   | 47   | 53   | 270 (54.0)  |
| Cクラス | 10位 | 小森純       | 読モ       | 48   | 54   | 56   | 60   | 46   | 264 (52.8)  |
| Cクラス | 11位 | 小嶋陽菜     | 七位       | 40   | 49   | 58   | 69   | 45   | 261 (52.2)  |
| Cクラス | バカ | 重盛さと美   | Aカップ    | 49   | 60   | 46   | 48   | 38   | 241 (48.2)  |

- 岡村先生は発表の最中にジョイマン・髭男爵・大木こだま・小島よしお・波田陽区などのネタを交えており、スタッフにカットを要請したがすべて放送された。
- 珍回答を基にしたフリップや人形が即席で作られていた。
  - 重盛が理科で描いた絵があまりにも強烈すぎたため、即ぬいぐるみ化、「シゲモリの森の住人」（1号-3号）と名付けられた。後に新コーナー「シゲモリの森」のキャラクターとなった。
  - この他、珍回答を説明する為に海原はるか、リトルナース（メンソレータムのパッケージに描かれている少女）等のフリップが用意された。
- 理科の問題に初めて単位の種類が出題された。単位を習っていない参加者が多く正解者は少なかった。
- 大桃は、試験会場の入りの段階でBGMに「あの娘とスキャンダル」（チェッカーズ）を流され[注釈 43]、岡村先生から「大桃なう。」、大久保から「状況的に今CMは絶対に来ないですよ」と煽られた後も、事あるごとにTwitterネタやジャーナリストネタでいじられ続け、さらに「トップを取らないと何もかも失うことになりますよ!」とプレッシャーを与えられていたが、自ら国語の「歯に衣着せぬ」を使った例文に「ジャーナリスト」を「とんでもないジゴロ」と批判したテリー伊藤を引き合いに出し正解するなどし、第7回に続き2連覇を達成。成績発表前に、1位になったら「新しいスタート」とコメントしていたため、1位発表後、岡村先生から「もうジャーナリストのこと忘れましょう!」とコメントされた。
- 小嶋は家電量販店チェーンコジマのCMで使用されるサウンドロゴ風に名前を呼ばれ、岡本は解答中「だんだん猫背になる」ことや、表情に疲労がにじむことから、「完全なるオバアチャン」と呼ばれた。
- 大久保の数学での珍回答に秋元が突っ込んだところから、大久保と秋元が互いのルックスを煽り続け、最終的に、理科にて秋元が正解したにもかかわらず大久保が批判したことをきっかけにつかみ合いの体に至るが、ガリ子が大久保をヘッドロックし終了した。
- 社会の地図記号の問題で、「荒地」の記号を書く解答に珍答が続出、最初に紹介したはるなの回答が縮れた線1本だけだったことから、岡村先生が解答者の「いんのもう」をネタに他の珍答を紹介（テロップでは「地図記号の話です」と表示）、特に指原の回答で「濃い!」「はみ出ちゃってるよ!」とツッコミを入れたため、指原が「ホントに、ホントにそうじゃない!」と抗弁したが、岡村先生は、欄外にはみ出していた解答を指しながら「ここだけでも処理した方がいいんじゃないの?」とさらにツッコミ、最後に「指原ファンの人!岡村隆史はブログもTwitterもやってません!だもんで炎上する恐れありません!」と締めた。
- 大久保が英語で100点を取ったことについて、大学入試問題ネット投稿事件に合わせ、岡村先生が「もしもこのクラスでカンニングあったら、京都大学みたいに警察に通報します!」と宣言。その後、重盛が消しゴムの英訳を手元のMONO消しゴムに書かれている表示を見て「PLASTIC ERASER」と解答したカンニングが発覚。最初は「発見するのも実力だと思う」と食い下がるも、激怒した岡村先生が警察に通報すると言うと号泣してしまい、岡村先生も十分反省したとみなし正解の取り消しだけで済んだ。
- 最終成績の発表では、岡村先生が2位までに入った大桃とガリ子について「2人とも大卒ですからね」と述べた後、まだ成績発表されていない大卒2名（大久保 、高橋について「大卒はAクラスに入っときたいですよね?」と告げ、画面上も「高卒には負けられない2人」とテロップが出されたが、大久保は続く3位に入ったものの、高橋は4位が自分ではなく秋元だったことが発表されると椅子から崩れ落ち床に倒れた。
- 重盛は英語でわずか38点と、全員が受けた全科目別の点数で唯一の30点台に終わり、珍答集が作られた。church（教会）を「中1」、Michael（マイケル）を「見ちゃえる」、catch（捕まえる）を「カトチャン」と訳し、日本の地名であるKyoto（京都）まで「東京」と誤答していたことを紹介されたが、その後「この世界に入って、なんか『重盛ちゃんはいっつもなんかバカぶってるんだよね?』って言われてきて、それがすごく辛かったから、今回ホント『タダのバカってことがわかってもらえた』かな、って思います」と涙ながらに語り、肩の荷が下りたかのような反応を見せた。
- 最後は「東京スカイバカ」の重盛に対し、東京スカイバカの前身にちなんだ「東京バカ」として濱口が登場。重盛にスカイツリー型の王冠が授与された。

### めちゃイケ15周年記念企画抜き打ち中間テスト（第11回）
2011年10月8日放送。めちゃイケ15周年ということで10周年記念テストに続き開催。
最下位V5の濱口、従来参加しなかった雛形を含むオリジナルメンバー9人、「東京スカイバカ」の重盛を含む新メンバー7人、スペシャルゲスト含む本放送最多20人でのテストとなった。レギュラー全員で行ったのは今回が初。また、放送時間も最長の4時間40分 となっている。
収録はフジテレビ本社内で行われ、めちゃイケメンバーはQuickJapanでの特集記事撮影ということで呼ばれ、「目茶池通運（めちゃいけつううん）」という運送業者に扮装したスタッフの手で「クイックに」箱に入れられ教室前まで連れてこられた。スペシャルゲストはザ・テレビジョンの撮影として呼ばれ（西山は除く）、「ご祝儀」という形でのし紙がついた箱で運ばれた。
今回は2011 FIFA女子ワールドカップサッカー日本女子代表（なでしこジャパン）が国民栄誉賞を受賞したことに因み、「広く国民にバカにされ、社会にバカバカしい希望を与えることに顕著な業績があった者、その栄誉を讃える」目的で「国民栄誉バカ」を決定。
| 加藤   | 白鳥 | 西山 | 後藤   | 光浦 |
| 矢部   | 福徳 | 小嶋 | 敦士   | 濱口 |
| 紗理奈 | 三中 | 清原 | 重盛   | 川村 |
| 武田   | 雛形 | 錦野 | 大久保 | 有野 |

| クラス  | 順位 | 名前         | 国語 | 数学 | 社会 | 理科 | 英語 | 合計 (平均) |
| ------- | ---- | ------------ | ---- | ---- | ---- | ---- | ---- | ----------- |
| Aクラス | 1位  | 光浦靖子     | 96   | 92   | 90   | 69   | 95   | 442 (88.4)  |
| Aクラス | 2位  | 西山喜久恵   | 91   | 92   | 89   | 73   | 92   | 437 (87.4)  |
| Aクラス | 3位  | 後藤淳平     | 71   | 78   | 92   | 85   | 88   | 414 (82.8)  |
| Aクラス | 4位  | 大久保佳代子 | 90   | 85   | 64   | 72   | 98   | 409 (81.8)  |
| Aクラス | 5位  | 加藤浩次     | 76   | 98   | 71   | 64   | 74   | 383 (76.6)  |
| Bクラス | 6位  | 武田真治     | 86   | 83   | 46   | 73   | 89   | 377 (75.4)  |
| Bクラス | 7位  | 白鳥久美子   | 89   | 64   | 88   | 62   | 73   | 376 (75.2)  |
| Bクラス | 8位  | 川村エミコ   | 84   | 88   | 50   | 71   | 77   | 370 (74.0)  |
| Bクラス | 9位  | 敦士         | 75   | 72   | 66   | 70   | 86   | 369 (73.8)  |
| Bクラス | 10位 | 有野晋哉     | 85   | 74   | 70   | 68   | 69   | 366 (73.2)  |
| Cクラス | 11位 | 福徳秀介     | 76   | 87   | 49   | 71   | 80   | 363 (72.6)  |
| Cクラス | 12位 | 鈴木紗理奈   | 67   | 48   | 47   | 62   | 87   | 311 (62.2)  |
| Cクラス | 13位 | 矢部浩之     | 72   | 49   | 65   | 61   | 60   | 307 (61.4)  |
| Cクラス | 14位 | 三中元克     | 57   | 46   | 47   | 67   | 58   | 275 (55.0)  |
| Cクラス | 15位 | 錦野旦       | 74   | 43   | 44   | 65   | 42   | 268 (53.6)  |
| Dクラス | 16位 | 雛形あきこ   | 58   | 55   | 44   | 52   | 56   | 265 (53.0)  |
| Dクラス | 17位 | 清原和博     | 78   | 37   | 41   | 51   | 52   | 259 (51.8)  |
| Dクラス | 18位 | 小嶋陽菜     | 46   | 45   | 43   | 63   | 55   | 252 (50.4)  |
| Dクラス | 19位 | 濱口優       | 51   | 36   | 45   | 80   | 34   | 246 (49.2)  |
| Dクラス | バカ | 重盛さと美   | 52   | 58   | 55   | 46   | 33   | 244 (48.8)  |

- テスト前の持ち物検査で岡村先生が清原の机にあったカバンの中を確認した際、ハローキティの手帳と筆箱が出てきた。また、武田のカバンからは小嶋・重盛・清原のグラビア写真入りのファイルが入っていた。
- 社会科の点数で「80点以上の者が3人いる」と紹介されていたが、実際は4人。岡村が紹介を忘れていたのは白鳥。
- 初受験の雛形は、国語の問題でフィードバックを使って例文を作る問題で、「フィードバックしちゃう?」、社会の問題で坂本龍馬を「坂本 馬」と解答し、女優ということでカメラに向かって演技した。国語の時は大久保も演技した。
- 前回の「シゲモリの森の住人」同様、小嶋が描いた「卵を割って出てきたサングラスを掛けた芋虫の姿をしたメダカの稚魚」（通称タモリ虫）を製作し、「アゲハチョウのサナギからタモリ虫が飛び出してくる」という解答からバズーカ風に発射された。
- 有野の解答は面白いものの、時間の都合という理由でカットされ、国語の解答は番組ホームページに、数学の解答は中嶋PのTwitterにて放送終了後アップロードされる扱いとなった。しかし社会の解答はゲストの清原和博にだけこっそり開示された[注釈 48]。
- 錦野は、自身のヒット曲「空に太陽がある限り」をネタに何回も弄られた。教室の後ろでバックダンサーと共に歌うが、教室外にステージがあると騙されるまま外に連れて行かれ、ドアを岡村先生に閉められて錦野無視で授業続行されるというもの。理科の元素記号・化学式を答える問題（正解率1割の超難問）を5問全問正解した時に始まり、順位発表の際にも同様だった。
- あまりの長時間のため、途中で岡村が1分25秒間寝る。これは『FNNレインボー発』が放送される時間にあたるものだったが、ニュース終了後も起きなかったため、清原が缶の蓋で殴り起こさせた（蓋は変形してカメラに直撃）。前フリでも清原は蓋の角で岡村の眼鏡目掛けて殴ろうとするなどノリノリだった。
- 英語の問題で「foreigner（正：外国人）」の意味を答える問題で濱口が「フォーク&ナイフ[注釈 49]」、小嶋が「フォアグラ」、重盛が「じゃ、行くね」と解答し、うまく話が繋がっており、岡村いわくバカトライアングルが完成した（数学でも3人とも立体の面積の求め方の式を答える問題で珍回答を出した）。
- 清原は、理科の生物の成長を絵を描く問題で3問全問正解したため、清原がバッター・岡村先生がピッチャーとなって始球式をしたが、岡村先生の投げたボールが清原の左足に直撃し、清原が岡村先生に殴りかかるコントを展開。この光景に岡村先生から「現役時代にやってた番長の乱闘シーンそのままだ」と言われ、「YouTubeで『清原 乱闘』で検索」とテロップが出た。
- 5位の加藤から11位の福徳までの7人は20点差しかなく、一方12位の紗理奈とは50点差があり、「Cクラス2位（12位）からはアホの領域」と岡村先生から揶揄されていた。
  - 福徳は、高卒の加藤・武田・有野に次々と抜かれ、その度に煽られていた。福徳は大卒者最下位となったが、上述のように高卒トップの加藤との差は20点に止まった。
  - プッチバカ・矢部[注釈 50] が13位だったことに対し、ジャルジャルとたんぽぽに対して、「点数は（矢部のほうが）低いが、めちゃイケのリーダーであるから、そこのところは約束してくれ」と岡村先生がフォローしていた。ちなみに、矢部は紗理奈との点差はわずかであった。
  - 福徳や清原に対し、岡村先生は、「まだ僕、大卒なのに名前が呼ばれてないんですけど」、「俺、いやワイ、まだ名前が呼ばれてへんねんけど」と直接名指ししない形で煽っていた。
- 重盛が連覇を達成し、（2点差とはいえ）11年の長きにわたり濱口が守ってきたバカの座を奪取。国民栄誉バカの表彰として国民栄誉賞風盾のレリーフに顔をはめ込まれ、ワールドカップ表彰式のような金色の紙吹雪を出した。
  - 理科の答案用紙の裏に光浦のデフォルメされた絵を描いたり、人物名（よしもとばなな）とその作品を答える問題で、「ヤスコ」、「一人で生きてゆく」と答え、光浦を怒らせた。また、英語の英文和訳の問題「May I put my helmet on this chair?（正：この椅子の上にヘルメットを置いてもいいですか?）」という問題で、「私のヘルメットでよかったらどうぞ、あっお茶もいります?」と解答し、クラス中騒然となった。
  - 前回のカンニング事件に引き続き、数学の文章題で「3倍−5本−35=デストラーデくん」等とまともな式が無いにも関わらず正解したことに、正解していた隣の川村の解答を再びカンニングしているのではないかと疑惑をかけられた。証拠不十分のため減点は行われなかったが、グレー状態であったため、「署で事情を聴く」ということで警察官2名に連行された。

### めちゃバップハイスクール ケンカの強い男子校抜き打ち学力テスト（第12回）
2012年3月31日放送。吉田沙保里のニックネーム「霊長類最強女子」に因んで「霊長類最強バカ」を決定。
元不良のイケメン、いわゆる「ワルメン」芸能人を呼んでの抜き打ちテスト。通常は芸歴が長い大御所などが最後に登場しているが、この回では強い人ほど後に登場し、岩城、梅宮に続いて、最後に竹下登元首相の孫という「権力」を持つDAIGOが「宇宙一強い」ウルトラマンファミリーと一緒に登場した（主演映画『ウルトラマンサーガ』の宣伝）。DAIGOとウルトラマンファミリーが登場したときに、全員は教室に入りきらないので、誰がテストを受けるかを決めることになった。一同が悩む中ウルトラマンファミリー全員が続々と手をあげたのち、DAIGOが手をあげると、ウルトラマンファミリー全員が「どうぞどうぞ」というダチョウ倶楽部のネタの流れを見せた。拍手喝采が起きる中これを見てた加藤浩次がこの流れを「ダチョトラマン」と命名した。なお、男性出演者のみの学力テストは、この回で最後となった。
今回は「男の中の男を取り上げる」という名目の扶桑社の新雑誌「ナポレオン」のグラビア撮影という名目で呼び出し、後ろから教室セットが現れるという恒例のドッキリが行われた。当然これは嘘で、撮影したビルも、収録当時は空きビルであったI.K&T渡辺ビル（東京都江東区）をテスト当日だけ1棟（全フロア）借りたものであり、扶桑社の持ちビルではない（扶桑社の看板もテスト当日だけ掲出）。ちなみに、架空の雑誌の表紙にあるナポレオンが乗っている動物は、「馬」ではなく「鹿」であり、すなわち「馬鹿」というだましになっていた。
ボビー・オロゴンは仕掛け人のつもりだったが、全員入室後に「特待生・近田ボビー」としてテストを受けることを言い渡された。国語答案の漢字には振り仮名（あるいはローマ字表記）を入れた専用のものになっている。なお、ボビーの結果は5教科計が290点前後で、10位と11位の間にあたる。英語92点以外の詳細は不明で、ランクに数えていない理由は日本の義務教育を受けていないため。習字は「サンコン上等」。
放送時間中には携帯サイトにて、ボビーを除いた12人の成績順位を全て当てた視聴者の中から抽選で賞金100万円を山分けするクイズが行われた。
| 宇梶  | テレンス | 加藤   |
| NAOKI | 内藤     | 綾部   |
| DAIGO | 梅宮     | 角田   |
| 岩城  | 武蔵     | ユージ |

ボビーは教卓の右隣に席を設置され、ほかの受験者と向かい合う形にセットされた。
| クラス  | 順位 | 名前           | 教室の習字 （○○上等） | 国語 | 数学 | 社会 | 理科 | 英語 | 合計 (平均) |
| ------- | ---- | -------------- | --------------------- | ---- | ---- | ---- | ---- | ---- | ----------- |
| Aクラス | 1位  | 角田信朗       | K-1                   | 92   | 94   | 81   | 72   | 95   | 434 (86.8)  |
| Aクラス | 2位  | テレンス・リー | 傭兵                  | 90   | 82   | 93   | 75   | 85   | 425 (85.0)  |
| Aクラス | 3位  | NAOKI          | 腹筋                  | 79   | 77   | 82   | 92   | 85   | 415 (83.0)  |
| Aクラス | 4位  | 加藤浩次       | 大河                  | 75   | 94   | 76   | 69   | 72   | 386 (77.2)  |
| Bクラス | 5位  | 宇梶剛士       | 明中                  | 74   | 73   | 81   | 70   | 68   | 366 (73.2)  |
| Bクラス | 6位  | DAIGO          | 平成                  | 66   | 82   | 80   | 68   | 65   | 361 (72.2)  |
| Bクラス | 7位  | ユージ         | JOY                   | 56   | 78   | 61   | 58   | 87   | 340 (68.0)  |
| Bクラス | 8位  | 梅宮辰夫       | 漬物                  | 76   | 70   | 53   | 65   | 70   | 334 (66.8)  |
| Cクラス | 9位  | 岩城滉一       | 富良野                | 75   | 64   | 71   | 67   | 54   | 331 (66.2)  |
| Cクラス | 10位 | 内藤大助       | 亀田                  | 57   | 67   | 62   | 67   | 45   | 298 (59.6)  |
| Cクラス | 11位 | 綾部祐二       | ピカル                | 74   | 59   | 46   | 60   | 47   | 286 (57.2)  |
| Cクラス | バカ | 武蔵           | 穴子                  | 58   | 33   | 48   | 65   | 42   | 246 (49.2)  |

- NAOKIは国語にて、分からない問題にふざけた回答（グリム兄弟の写真にサングラスを描き足し「EXILE」[注釈 51]、その代表作を「Rising Sun」）をしたことを岡村にイジられた揚句、それをリーダーのHIROにメールで報告され、返信にて「EXILEとして恥ずかしい順位を取った場合は、EXILEを卒業してもらう」通告を受けたが、どうにか免れた。
- ユージは岡村にJOYと間違えられていた他、出身校が自由の森学園高校と分かるや、珍解答が紹介されるたびに「森の中で授業をしていた」「リスに教わっていた」などといじられていた（当然、実際の自由の森学園高校ではこれらは行われていない）。
- 社会では鹿児島県で多く飼育されているものを答える問題（答：ブロイラー）で宇梶は薩摩地鶏、綾部は地頭鶏、ユージは烏骨鶏、梅宮は霧島鶏と解答。後に梅宮が霧島鶏の水炊きを作った。
- 岩城に対しては採点が厳しい傾向にあり、そのことを岩城が追求すると常に岡村が「上層部が不正解にした」などと、上層部が悪いといわんばかりの説明を行っていた。それを繰り返されて怒った岩城が「じゃあ（直接話をするから）上層部を連れてこいよ!」と言うと岡村は近くにたまたまいたカメラアシスタント（カメラのコードを手で束ねている最中だった）を「上層部です」と紹介した。さすがの岩城も（上層部と紹介された）アシスタントに文句を言うわけにもいかず、取り下げた。
  - 理科ではミドリムシを「ゴルフコース虫」と解答したところ、ミドリムシの形状に偶然近かったゴルフコースとして、「紫カントリークラブすみれコース」（千葉県野田市）の2番ホール[2] が紹介された。
  - 英語の誤答がワイルドな訳し方であったため、特別講師として「ワイルドな」スギちゃんが登場した。
  - 合計得点でも「採点が厳しい」とツッコミを入れていたが、8位の梅宮との差が少なく、むしろ10位の内藤との差が30点以上だったため、「ほぼBクラス」とフォローされていた。
- 綾部は面白くない誤答に自分でツッコミを入れさせられスベっただけでなく、珍回答を連発して笑いをとったボビーよりも総合点が低く、他とは違う意味で辱めを受けた。
- 武蔵は先輩である角田（今回参加者の中で、唯一の日本国内の大学卒業者[注釈 52] かつ英語の教員免許取得者）が科目1位を取る度に睨みつけるような視線を向けていた。一方で武蔵本人は短大卒業にもかかわらず全ての科目で珍解答を連発し、高卒の綾部（11位）や内藤（10位）とは40点以上の大差がつく最下位となった。エンディングでは、濱口と重盛が「霊長類最強バカ研究所」の研究員役（所長と研究員）として登場し、2人に猿の頭部を模した王冠を授与され、檻に入れられ運ばれていった。
  - 国語では、「こざとへん」をこざと→小さい里と解釈したイラストを描いた。
  - 数学では、円すい（円錐）を書く問題で、円水と解釈し、球体の中に水が波打っているような図を描いていた。この図形をイメージした模型が即席で作られた（併せて、濱口の過去の珍回答から製作された「三角すい」のTシャツが紹介された）。
  - 理科では、へこんだピンポン球を元に戻す方法の問いに「別のところに力を入れる」と解答（正解は「お湯に浸ける」）。試しに力づくでやってみたところ奇跡的に元に戻ったが、テレンスが「これは理科じゃないよね?体育だよね?」と指摘したため、「体育に○1つ」として得点にはならなかった。
  - 順位発表後の解答例では、和と差をどちらもねがいましてわ、テンサイは何の原料かを熊の置物と解答し、「私は次に会う時は彼を殴ってやりたいと思います。 (I want to beat him when we meet next.)」を「NEXT TIME he is PONCHI」と英訳した。

### 国立め茶の水女子大学付属第48高等学校期末テスト（第13回）
2013年4月20日放送。当初は同年4月6日に放送する予定だったが、矢部の青木裕子との結婚に伴う生放送特番『めちゃ2祝ってるッ!』の放送に伴い、加藤の裁量 により放送が延期された。19:00飛び乗りの局は18:30の部のダイジェスト版→右上にタイトルロゴ出しとなった。
過去2度の成績下位の影響からか総選挙での順位がダウンしたメンバーが1人いたことから、AKB48グループの中で、AKBならぬ「BKA（バカ）48」のセンター、すなわち「センターバカ」を決める。今回のクラス分けは「神7」になぞらえて、他の回でいうCクラスが「バカ7」とされ、Aクラス4名・Bクラス4名・「バカ7」7名という変則的な配分となっている。
AKB48の新番組となるコント番組『AKB48とテリーが出るテレビ!』の撮影名目で呼び出し、東映東京撮影所にて各メンバーが有名なお笑いキャラクター（上記表を参照）に扮装して撮影していたところに、後ろから教室セットが現れるという恒例のドッキリが実施された。ただし、高橋と大島は他のメンバーとスケジュールが合わず、前日に「テリーにドッキリを仕掛ける」という名目でフジテレビに呼ばれ、先に2人だけで受験、解答いじりから合流した。
教室前方には「創設者・秋元康理事長」の肖像画が掲示されていたが、額縁が動いて中から濱口が「理事長代理・濱元康先生」として登場する仕掛け になっており、気に入った珍解答をした者を「推しメン」ネタで弄り、各種解答にツッコミを入れた。
教室後方には習字に加え、CM出演本数の多さをアピールするため、「圧倒的CM本数」としてCM出演本数ランキングが掲示された。また、教室右側には恋愛禁止条例にちなみ、「恋愛禁止（バレなきゃOK）」と書かれた額縁が指導方針として掲示された。
関東地区の視聴率は、第一部 (18:30-19:00) 13.9%、第二部 (19:00-20:54) 20.9%。
2013年5月18日に、カットされた未公開シーンとコンサート「AKB48グループ臨時総会 ～白黒つけようじゃないか!～」の一幕を収録した完全版が放送された。完全版放送地域のタイトルバックには、矢部・青木の結婚式での2ショット写真入りの両者連名の放送延期に対する詫び状が黒板に貼ってある場面が使われた。延期決定時は、前枠の『もしもツアーズ』の休止予定がなく、短縮版で放送される場合もあったとみられ、2時間半の完全版を放送した地域は一部のみとなり、他の地域では7時からの飛び乗りとして冒頭の入室時がダイジェストとなって放送された（完全版放送地域でもナレーションによる飛び乗りに向けたコメントが流された）。その後、AKB48 32ndシングル 選抜総選挙の生中継が決まったことがあって、一部局でこの番組の直前まで再放送をした。
| 板野 | 島崎         | 篠田 |
| 渡辺 | 入山         | 北原 |
| 柏木 | 川栄         | 山本 |
| 峯岸 | 小嶋         | 指原 |
| 高橋 | キンタロー。 | 大島 |

| クラス  | 順位 | 名前         | 入室時の扮装                   | 教室の習字  | 国語 | 数学 | 社会 | 理科 | 英語 | 合計 (平均) |
| ------- | ---- | ------------ | ------------------------------ | ----------- | ---- | ---- | ---- | ---- | ---- | ----------- |
| Aクラス | 1位  | 入山杏奈     | 雷様（仲本工事）               | 希望        | 89   | 98   | 69   | 80   | 86   | 422 (84.4)  |
| Aクラス | 2位  | 大島優子     | オバQ（西川のりお）            | 1・2・3・4! | 85   | 79   | 88   | 72   | 88   | 412 (82.4)  |
| Aクラス | 3位  | キンタロー。 | ‐                              | 三十路      | 78   | 88   | 58   | 70   | 96   | 390 (78.0)  |
| Aクラス | 4位  | 北原里英     | 志村の白鳥（志村けん）         | 栄から      | 69   | 75   | 75   | 60   | 89   | 368 (73.6)  |
| Bクラス | 5位  | 山本彩       | 志村の白鳥（志村けん）         | 難波から    | 62   | 79   | 78   | 59   | 87   | 365 (73.0)  |
| Bクラス | 6位  | 渡辺麻友     | 変なおじさん（志村けん）       | 前髪命      | 77   | 65   | 68   | 85   | 65   | 360 (72.0)  |
| Bクラス | 7位  | 板野友美     | 保毛尾田保毛男（石橋貴明）     | 卒業        | 68   | 79   | 65   | 66   | 63   | 341 (68.2)  |
| Bクラス | 8位  | 篠田麻里子   | タケちゃんマン（ビートたけし） | お局        | 63   | 77   | 64   | 65   | 56   | 325 (65.0)  |
| バカ7   | 9位  | 柏木由紀     | 憲三郎（木梨憲武）             | ひるおび!   | 72   | 70   | 44   | 64   | 73   | 323 (64.6)  |
| バカ7   | 10位 | 指原莉乃     | 志村の白鳥（志村けん）         | 博多へ      | 66   | 40   | 63   | 61   | 63   | 293 (58.6)  |
| バカ7   | 11位 | 峯岸みなみ   | 加トちゃん（ハゲヅラの加藤茶） | 反省        | 76   | 58   | 60   | 49   | 45   | 288 (57.6)  |
| バカ7   | 12位 | 島崎遥香     | 雷様（いかりや長介）           | ペイ!       | 53   | 70   | 55   | 47   | 53   | 278 (55.6)  |
| バカ7   | 13位 | 小嶋陽菜     | ちょうちんアンコウ（加藤浩次） | 三回目      | 48   | 52   | 59   | 50   | 52   | 261 (52.2)  |
| バカ7   | 14位 | 高橋みなみ   | オバQ（西川のりお）            | 総監督      | 54   | 47   | 45   | 81   | 32   | 259 (51.8)  |
| バカ7   | バカ | 川栄李奈     | 雷様（高木ブー）               | 消臭        | 56   | 58   | 34   | 54   | 37   | 239 (47.8)  |

- 国語の秋元康を題材にした謙譲語問題では、教室に置かれた缶の中にミニ秋元人形が入っており、誤答に応じたシチュエーションでイジったり、ネタ時に使われていた。また、社会にてアルハラの意味を答える問題では、渡辺、島崎、川栄がアルパカとストレートに誤答していたため、実際にアルパカを呼んで触れ合った。
- 今回は「国立め茶の水大学付属女子高校期末試験」（第7回）以来の減点が発生した。
  - 大島は山口素堂の「目には青葉 山ほととぎす 初がつお」を「目には青葉 山ほととぎす 赤蜻蛉」と書き、不正解だったうえに「トンボという難しい漢字で書ける自慢をした」と指摘され-2点。
  - 指原は2回の減点があった。「てんてこまい」を使用した短文の解答を「博多-東京間の移動で、てんてこまいだ…」と正解するも、原因は自らの責任にあるとして-1点。サグラダ・ファミリアを答える問題で「ハウルの動く城」と故意に面白解答（指原曰く真面目に書いたらしい）を記入したため-5点。
- キンタロー。は本人こそ仕掛人のつもりでいたが、全員の登校後に自分もテストを受けることを知らされ、素で驚いていた。年齢や学歴（短大卒）は参加者の中で最も上だったが、入山や大島には及ばず得意分野の英語以外で1位を逃した。また、事ある毎に「フライングゲット」を踊るなどしきりにネタを披露し、踊りネタに大島・峯岸・渡辺を巻き込む。一方で板野が徹底的に無視したため、そちらも「ベニヤ板のよう」「トーテムポールの下から2番目」「今にも殴り掛からん状態」と弄られ、板野のTwitterは放送直後から炎上する事態となった。
- 指原と峯岸はスキャンダルでいじられた。
  - 指原は博多異動の一件を「次やったらジャカルタ」「ジャカルタの子[注釈 57]」などと言われたほか、自身も「（諸々の原因として）写真を売られたのです!」とコメントした。また、パルテノン神殿の写真を見て「テルマエ・ロマエ」と答え（当初はスタッフのミスで、渡辺の誤答として紹介された）、サグラダ・ファミリア同様にウケ狙い、さらに「スキャンダル自体が博多に行くための自作自演」と疑われた。
  - 峯岸は、全員が制服に着替えた後も「頭を出したらYouTubeでしか流せなくなる」という理由でハゲヅラを着用での出演を義務づけられた。奔放（ほんぽう）の読みを「ついほう」と書いた際、岡村先生にAKB追放の心配がないことを励まされる一幕があった。
- 小嶋は、理科の幼虫の絵から成虫を描く問題で、第11回同様の異様な出来だったことで他のメンバーから悲鳴があがり「小嶋ワールド」と命名される。その中でも特徴的な「手足の長いカエル」は人間大に実物化させて登場させたが[注釈 58] 、並ばせたアルパカがおびえて興奮状態になっていた。また、英語「1 - 10の英訳」ではnineをniceと解答。初挑戦の第10回と同じ問題であり、当時のミス「eightを書き忘れてfiveを2か所に書く」同様に今回も正解を逃した形となった。
- 柏木は、入室時の扮装で一人だけ原形を留めないメイクを施され、岡村に「（オリジナルの）憲さん超えてるぜ」と弄られた[注釈 59]。国語で、「てんてこまい」を使った文章を問う問題に「AKBは、今、ありがたいことにてんてこまいです」（下線は途中で書き加えた部分）と書いたほか、数学の文章題では方程式を使わずに地道に計算して正解を掴み、この時の題材がAKBの（大島と渡辺の）ファンの人数だったことから、地道な過程がファン1人1人を大事にする「神対応」になぞらえられた[注釈 60]。総合結果は9位のためバカ7入りだったが、8位の篠田と2点差で、逆に10位の指原と30点差だったため、10位以下が実質的な「バカ6」だった。
- 島崎は、小嶋と同じ高校出身であることを弄られた他、上記の方程式にて計算過程がなく解答のみを書き不正解となり、柏木と比較され「塩対応」と弄られた。矢部は自身のオファーだったこと・「推しメン」ネタの理由で、珍解答の度にフォローしていたが[注釈 61]、英語での珍解答で「ぱるる、もう限界!」とさじを投げた。
- 高橋は、AKB48グループ総監督の威厳がなくなることを恐れ企画自体に消極的だったが、得意科目の理科以外で散々な成績を残しブービー、さらに順位発表では小嶋に僅差で負けて崩れ落ちた挙句、「いつもたかみなのことバカだと思ってた」と言われ[注釈 62]、ショックで涙目になっていた。
- センターバカとなった川栄は、上記の「推しメン」ネタ、珍解答の多さと足が臭いネタから「アイドルなのに足が臭い」、「頭も（バカの）においがする」と揶揄されるなど、様々な形で終始弄られた。最後はセンターバカを受け入れられず、ブービーの高橋との点差が20点だと言われると「ウソだろうが!」と叫んだが、「ハステ」・「ワステ」と命名[注釈 63] された人形2体を両脇に装着させられ、人形が連動する形で「フライングゲット」を踊らされ、濱元先生にプロデュースされる形で預けられて退場した。
  - 社会でトーマス・エジソンに関する説明を書く問題で、「アメリかは99%が電球で出来ているととなえた人」と回答。なぜか片仮名の中に1つだけ平仮名が混ざるという珍現象が発生した。第15回でも、後述する元木に同様の現象が見られ、「バカは黒目が多い」などと同様にバカの特徴として「突如平仮名が混ざる」も付け加わった。
  - 濱元プロデュースは、バカ7該当者が実際にBKA48として『さよならクロール』Type-Bのc/w曲『ハステとワステ』を担当する形で反映され、完全版では、ライブの打ち合わせをしていた秋元へ、川栄を引き連れた濱元先生が相談しに行くエピソードも放送された。
- 今回の特別講師は、流行の人気芸人ではなく、岡村先生イチ押しの芸人であり、AKBと字面が近い「BKB」ことバイク川崎バイクが登場した。しかし全国的な知名度が低いため、同じく関西圏を拠点とし、かつ『どっキング48』など共演経験がある山本以外は終始困惑していた。また、最下位者の珍解答のさらなるイジリは行われなかった。

### フジテレビ開局55周年記念企画抜き打ち期末テスト（第14回）
2014年3月1日放送。フジテレビ開局55周年に因み、背番号55で有名な松井秀喜のニックネーム「ゴジラ」にちなみ「バカゴジラ」を決定。
レギュラーメンバー全員に、フジテレビに貢献したゲスト8名を加え、本放送最多24人でのテストとなった。
- ゲストの貢献の内容は、『情報プレゼンター とくダネ!』MC（菊川怜）、前回のテスト最下位「センターバカ」（川栄李奈）、毎回高視聴率を記録する『赤い霊柩車シリーズ』に出演（山村紅葉）、『ライオンのごきげんよう』MC（小堺一機）、「未来のフジテレビを担う21世紀枠」（深夜番組枠）のアイドリング!!!（菊地亜美）・『久保みねヒャダこじらせナイト』（ヒャダイン）・『テラスハウス』（菅谷哲也）への出演。ただし、飯尾和樹（ずん）は出演時点でレギュラー番組が無く、キャスティング理由は不明。

今回のドッキリは「フジテレビ55周年を祝うCMの撮影」という名目で、映画・モテキのパロディで神輿の上で盛り上がっているところ、セット上部が開き教室が表れるという仕組みで行われた。しかし、向いている方向が人によって違ったため、場合によっては教室が開いても気付かずに盛り上がっていることもあった。
今回の収録では、インフルエンザの流行期ということもあり、テスト当日・結果発表当日いずれも全員揃わない事態となった。
- テスト当日に飯尾がインフルエンザのため欠席、自宅での受験となった。このため他の出演者と視聴者には「大トリ」と仮称され、いかにも大物タレントが登場すると思わせぶりな演出が行われた。その結果、1週間後の結果発表で飯尾が登場した途端に、出演者からは落胆の声が上がった。
- また、結果発表では大久保がインフルエンザにかかり欠席。さらに、加藤も裏番組の『心ゆさぶれ!先輩ROCK YOU』出演のため、裏被り対策として、結果発表の22位まで聞いたところで途中退出。このため、加藤の席には『笑っていいとも!』をオマージュして[注釈 64] 熊のぬいぐるみが置かれた。

珍解答などの未公開シーンは、同年3月15日・22日と2週にわたり放送。3月22日の回は事前に未公開シーンを有名私立中学を受験する小学生に見てもらい、その結果をランキングにして15位から発表する形式で、その様子は『MECHAIKE STATION』（『ミュージックステーション』のパロディで、タモリに扮したコージー冨田が司会進行）として放送された。さらにこの回では、加藤がスベッた場合の保険という目的で加藤の嫁（カオリちゃん）も自宅で受験していたことが判明した。カオリちゃんは順位の対象にはなっておらず、得点は不明。
| 加藤   | ヒャダイン | 菊川 | 光浦 |
| 白鳥   | 川栄       | 菅谷 | 後藤 |
| 矢部   | 小堺       | 山村 | 重盛 |
| 紗理奈 | 飯尾       | 菊地 | 濱口 |
| 大久保 | 武田       | 三中 | 川村 |
| 福徳   | 敦士       | 雛形 | 有野 |

| クラス  | 順位 | 名前         | 国語 | 数学 | 社会 | 理科 | 英語 | 合計 (平均) |
| ------- | ---- | ------------ | ---- | ---- | ---- | ---- | ---- | ----------- |
| Aクラス | 1位  | 菊川怜       | 97   | 89   | 88   | 97   | 88   | 459 (91.8)  |
| Aクラス | 2位  | ヒャダイン   | 89   | 98   | 88   | 69   | 87   | 431 (86.2)  |
| Aクラス | 3位  | 山村紅葉     | 94   | 89   | 89   | 80   | 76   | 428 (85.6)  |
| Aクラス | 4位  | 光浦靖子     | 88   | 81   | 84   | 78   | 96   | 427 (85.4)  |
| Aクラス | 5位  | 小堺一機     | 88   | 72   | 93   | 84   | 75   | 412 (82.4)  |
| Aクラス | 6位  | 武田真治     | 82   | 79   | 74   | 72   | 90   | 397 (79.4)  |
| Bクラス | 7位  | 加藤浩次     | 88   | 76   | 86   | 74   | 66   | 390 (78.0)  |
| Bクラス | 8位  | 後藤淳平     | 82   | 70   | 73   | 90   | 72   | 387 (77.4)  |
| Bクラス | 9位  | 大久保佳代子 | 78   | 77   | 79   | 59   | 86   | 379 (75.8)  |
| Bクラス | 10位 | 敦士         | 76   | 68   | 77   | 67   | 85   | 373 (74.6)  |
| Bクラス | 11位 | 白鳥久美子   | 89   | 57   | 89   | 63   | 58   | 356 (71.2)  |
| Bクラス | 12位 | 有野晋哉     | 82   | 83   | 68   | 67   | 53   | 353 (70.6)  |
| Cクラス | 13位 | 川村エミコ   | 78   | 79   | 75   | 49   | 69   | 350 (70.0)  |
| Cクラス | 14位 | 福徳秀介     | 78   | 77   | 68   | 66   | 51   | 340 (68.0)  |
| Cクラス | 15位 | 飯尾和樹     | 78   | 69   | 72   | 59   | 57   | 335 (67.0)  |
| Cクラス | 16位 | 鈴木紗理奈   | 66   | 56   | 52   | 44   | 88   | 306 (61.2)  |
| Cクラス | 17位 | 矢部浩之     | 72   | 66   | 76   | 43   | 44   | 301 (60.2)  |
| Cクラス | 18位 | 雛形あきこ   | 71   | 50   | 52   | 50   | 52   | 275 (55.0)  |
| Dクラス | 19位 | 菊地亜美     | 49   | 69   | 43   | 52   | 48   | 261 (52.2)  |
| Dクラス | 20位 | 三中元克     | 64   | 54   | 49   | 51   | 39   | 257 (51.4)  |
| Dクラス | 21位 | 菅谷哲也     | 51   | 44   | 62   | 49   | 48   | 254 (50.8)  |
| Dクラス | 22位 | 重盛さと美   | 51   | 46   | 57   | 48   | 37   | 239 (47.8)  |
| Dクラス | 23位 | 川栄李奈     | 55   | 50   | 45   | 48   | 38   | 236 (47.2)  |
| Dクラス | バカ | 濱口優       | 48   | 42   | 42   | 67   | 35   | 234 (46.8)  |

- 今回のゲストには高学歴者が多く、東京大学卒の菊川、京都大学卒のヒャダイン、早稲田大学卒の山村が額面通りベスト3を独占した。小堺も専修大学卒の実力を見せAクラス入りした。このため、めちゃイケレギュラー陣で上位組にとっては厳しい結果となった。
  - 菊川とヒャダインは、国語・数学・社会・英語の合計得点は同点であった。しかし、理科で菊川が97点と高得点を獲得したのに対して、ヒャダインは69点と大きく躓いたため、菊川が大差で1位を獲得。更には歴代最高得点となる459点をマークした（これは後述する「でしゃばり減点」を加味した点数であり、「でしゃばり減点」がなければ460点台であったとみられる）。
  - 光浦はAクラスこそ守ったものの、過去最低の4位となった。
  - 小堺は、数学、英語はいずれも70点台で、それぞれ11位、10位の成績だったが、社会で唯一90点台の得点を出し首位になったほか、理科でも全体の3位、国語も3位タイのヒャダイン、白鳥と1点差で、光浦、加藤に並ぶ5位タイの成績で、総合成績でも上位4人に次いで400点台を出し5位に入った。
  - 加藤は『スッキリ!!』のMCとして裏番組『とくダネ!』MCの菊川をライバル視していたが、得意の数学で伸びなかったことや、英語が平均（約64点）を僅かに上回る66点で全体の12位に終わったこともあり、第2回以来久々のBクラスとなった[注釈 65]。逆に、英語で光浦に次ぐ2位と好成績で、数学でも加藤の点数を僅かながら上回った武田がAクラス入りと躍進した[注釈 66]。
- 菊川は、芥川龍之介の『蜘蛛の糸』の要約を書く問題で、枠からはみ出るほどの詳しい解説で正解した。しかし、光浦から「でしゃばり減点」と指摘されたため、○→△に減点された。ヒャダインも、数学の速度計算問題で中学受験に使える豆知識（時速÷3.6＝秒速）を解答用紙に書いていたが、こちらは「でしゃばり減点」にはなっていない。
- 菅谷は、数学の回転体を描く問題で菱餅のような図形を描き不正解となり、さらにこれがきっかけとなり、岡村先生から事あるたびに菱餅をプレゼントされていた。最終的には25個もプレゼントされている[注釈 67]。
  - 最初はその数学の回転体のときに1個。しかし、『テラスハウス』の他の住人に配れるよう8個くらいまとめてプレゼントされた。
- 矢部は相変わらずの「プッチバカ」で、点数発表に初回から一貫して紗理奈に負けていることを嘆き、ナレーションからも「生まれてくる子供の教育は慶応大学卒の裕子さんに」といじられた。
- 数学の台形の面積を求める公式（正：（上底＋下底）×高さ÷2）にて川栄が「（面積＋高さ）×2÷2」と誤答した際、佐野が答案を読み上げる最中に笑う場面があった。
- 理科で、「研究によって明らかにされた、新たなティラノサウルスの姿を答えなさい」という問題に対し、正解した小堺、珍解答の重盛の絵をモチーフにした恐竜の着ぐるみが制作された。いずれも製作費50万円以上と高額なものであるが、金額に見合った活躍ができずに終わった。
  - 小堺は「体が羽毛でおおわれていたと言われている」との模範解答で、その絵を基にしたラプトルに羽毛が生えた着ぐるみ（製作費80万円）が登場。しかし、恐竜との絡み方がよくわからないので、芸人にとっては不完全燃焼で終わった。
  - 重盛は「二足歩行だった!」と不正解で、絵のほうも首が不自然に曲がっており気持ち悪い出来であった。これもその絵を基にした着ぐるみ（製作費50万円以上）が登場した。しかし、この着ぐるみも首が不自然なためか教室に入ることすらできず、やはり不完全燃焼で終わった。
- 濱口は理科以外の4教科で最下位になったことに加え、得意の理科で67点と大きく取りこぼしてしまったことが影響し、7年5ヶ月ぶりとなるバカの座に返り咲き。エンディングで「なぜか胸に56と記載」「バカっぽい顔をしている」「お漏らししたパンツを履いているが本人は気づいていない」「火ではなく痰のようなものを吐く」バカゴジラとして登場し、お台場とレインボーブリッジの模型を破壊した。
  - それでも22位の重盛とは5点差、23位の川栄とは2点差と僅差であったため、岡村に「この3人はほとんどバカ」と酷評された。
  - 社会の世界地図を描く問題で、教室に置いてあった地球儀を丸写ししたため、重盛に次ぐカンニング疑惑がかけられた。しかし、問題が「地球儀ではなく世界地図を描く」ということから、そもそも世界地図を描いていないとみなされた。
  - 英語では、重盛とセットでイジられることがあった。
    - 「How are you?」に対する返事を答える問題で「I hain saikyou.」（アイハインサイキョー）と、正解である「I'm fine, thank you.」（アイムファインサンキュー）の発音の雰囲気のみで解答、重盛は「you are you?」と聞き返す文章で解答した。
    - 和訳問題「Damon took a bath after he had done the dishes.（正：デイモンはお皿を洗った後、お風呂に入りました）」を重盛が「彼はたんじょう日のあと、頭がバクハツしたんだもん」、濱口が「「だもん」をベースにしゃべらないでくれる?」と、両者とも「Damon（デイモン）」を「だもん」と訳した。

  - 更に同じく英語の和訳問題で、「Christina's job is to read the news clearly and carefully.（正：クリスティーナの仕事ははっきりと注意してニュースを読むことです）」で、「「チーズがいい仕事をしてますねー」このカリフラワーカレー」と解答。これを受け、実際に「チーズ入りカリフラワーカレー」が用意され、濱口が試食し、「チーズがいい仕事してますねー」とコメントした。
  - 同日に放送された『（仮）兎マサル』にて、過去のテストで「government（正：政治）」を「ゴディバ」と解答していたことを暴露された。
- 今回の特別講師は、英語の「Bravely she fought against the gangster.」（彼女は勇敢にもチンピラと戦った）という問題にちなみ、吉本新喜劇からすっちー（主婦）と吉田裕（チンピラ）が登場。吉本新喜劇で2人が行う十八番ネタである「乳首ドリル」を披露した。

### 私立めちゃ日本体育大学付属高等学校期末テスト（第15回）
2015年4月4日放送。全員が日本を代表するスポーツ選手であることから、「スポーツ選手=バカ」というイメージを払拭しつつも、トップアスリートが集まったことにより「バカ世界新」達成者を決める。
今回は東京都港区にあるオフィスビル内にあるIT企業「WRB」で開発しているトレーディングカードアーケードゲームの新作「ハイパースポーツプレイヤーズカード3D 2020年東京オリンピック」で、実際にゲームに登場するレジェンドスポーツ選手の撮影という触れ込みであったため、各スポーツ選手がユニフォーム姿で登場。しかしこれは「World Record Baka（バカ世界新）」の略である。
- 参加者は自チームのユニフォーム、もしくは国際代表経験者は日本代表ユニフォームで登場したが、元木大介は代表経験が無いにも関わらず野球日本代表ユニフォームを着て登場したため岡村から指摘される。また、同時に登場した川合俊一・池谷幸雄と並べられ「ロサンゼルス」「バルセロナ」と続き「ヘキサゴン」と紹介。教室後方に貼られた写真も他の参加者が現役時代の写真であるにもかかわらず、元木のみヘキサゴン出演時の写真のみ貼られていた。
- 嘘とはいえ、ゲームの内容が2020年東京オリンピックを題材としているため、本来ならばウィンタースポーツ選手（安藤美姫・清水宏保）、プロの格闘技選手（本間朋晃・八重樫東）は夏季オリンピックとは無関係のはずであるが、本人たちはそれに気づかずに撮影に応じていた。

| 前園 | 八重樫 | 安藤 |
| 清水 | 小椋   | 小川 |
| 千葉 | 本間   | 片岡 |
| 川合 | 池谷   | 元木 |

| クラス  | 順位 | 名前       | 国語 | 数学 | 社会 | 理科 | 英語 | 合計 (平均) |
| ------- | ---- | ---------- | ---- | ---- | ---- | ---- | ---- | ----------- |
| Aクラス | 1位  | 片岡安祐美 | 93   | 70   | 82   | 58   | 88   | 391 (78.2)  |
| Aクラス | 2位  | 小川直也   | 85   | 64   | 89   | 64   | 55   | 357 (71.4)  |
| Aクラス | 3位  | 安藤美姫   | 52   | 60   | 67   | 61   | 95   | 335 (67.0)  |
| Aクラス | 4位  | 川合俊一   | 64   | 82   | 76   | 57   | 50   | 329 (63.8)  |
| Bクラス | 5位  | 千葉真子   | 64   | 50   | 71   | 78   | 58   | 321 (64.2)  |
| Bクラス | 6位  | 八重樫東   | 66   | 74   | 46   | 67   | 56   | 309 (61.8)  |
| Bクラス | 7位  | 前園真聖   | 53   | 62   | 51   | 69   | 42   | 277 (55.4)  |
| Bクラス | 8位  | 池谷幸雄   | 42   | 61   | 45   | 68   | 53   | 269 (53.8)  |
| Cクラス | 9位  | 本間朋晃   | 49   | 62   | 40   | 56   | 45   | 252 (50.4)  |
| Cクラス | 10位 | 小椋久美子 | 45   | 51   | 61   | 44   | 50   | 251 (50.2)  |
| Cクラス | 11位 | 清水宏保   | 49   | 52   | 41   | 62   | 43   | 247 (49.4)  |
| Cクラス | バカ | 元木大介   | 41   | 58   | 48   | 51   | 18   | 216 (43.2)  |

- 今回はスポーツ選手ばかりということに配慮し、問題の難易度を通常回よりも下げ、過去問やスポーツに関連したサービス問題も多数出題した。しかしそれでも平均点は過去最低であり、他にも後述する元木の総合成績の最低記録をはじめとした多くのワースト記録が発生している。
  - 事前の自習時間では、池谷が社会に「公民」という教科書があったことすら理解していないなど、自習の時点から低レベルであることを露呈していた。
  - スポーツ関連のサービス問題では、国語での大相撲八百長問題に関連した「八百長（やおちょう）」の読みを答える問題、数学での「打率.262」を「打率2割6分2厘」と書く問題、英語でのメダルの色である「金・銀・銅」を英語（それぞれgold・silver・bronze）で書く問題がある。
  - 史上初めて、総合成績が誰も400点に届かなかった。同様に、理科の科目1位である千葉が78点にとどまり、初めて科目1位の得点が80点に届かなかった。
  - 進学校である四天王寺高校卒業である小椋は、前評判では上位候補とされていたが、珍回答を通して離婚をイジられるなどされた挙句、期待を裏切る10位という結果に終わった。番組スタッフにとっても（高学歴に反して）予想外の結果だったとのことで、採点後（スタッフが）ざわついていたと佐野に弄られた。
- 今回は教室の廊下側に、過去のバカの肖像画が飾られていたが、濱口・辻・重盛・川栄・武田・武蔵が「バカのレジェンド」として登場（若槻・梨花の肖像画もあったが、本人は出演せず）。
  - 今回は過去問を大量に出題したため、過去に同じ問題でレジェンド達が出した珍解答もあわせて披露された。[注釈 68]
- 前園に対してはスキャンダルで盛んにいじられており、冒頭で「酒は飲んでも飲まれるな」「飲んだら乗るな、乗るなら飲むな」と宣言させられた。
  - 国語の回答で「良薬は口に苦し」を「エスプレッソは口に苦し」と回答した際も、イタリアに行った際に飲酒したのではと疑われていた。
  - 国語で川端康成の写真を見て名前を書く問題で「かまもとさん」と回答。これが、当時日本サッカー協会顧問であった釜本邦茂を侮辱した回答であると見なされ、釜本本人にそのことを報告すると、前園に苦言を呈していた。一方で、過去の武田の珍解答も釜本氏に見せており、そこで態度が一変し、「サッカー選手なんてみんなアホ」とコメントした。前園・武田だけでなく、釜本本人や、今回のテストに全く関係ない福田正博までもがアホであると認める発言をした（一方で、宮本恒靖は頭がいいと賞賛している）。
  - これらの他にも珍解答を連発しており、また近くにヴェルディ川崎で共にプレーした「三ツ星バカ」の武田がいることから、元木と共に最下位候補と見られていたが、結果は7位（Bクラス）だった。同様に八重樫も元プロボクサーに独特のキャラを持つ人が多いことから、「チーム具志堅」扱いで最下位候補とされていたが、前園同様Bクラス入りの6位だった。
- 普段使わない脳を使ったこともあってか、珍回答に因んだ甘味が適宜支給されていた。
  - 川合が理科で「上弦の月」を「はぎの月」と回答。そこで、宮城県仙台市の銘菓である萩の月が12人全員に支給された。
  - 八重樫が英語で「church（教会）」を「チュロス」と回答。そこで八重樫にチュロスが支給されたが、一口かじったところで、岡村先生に試合直前で減量中であることを指摘され、没収された。
  - 英語では過去のバカ達同様に、小川と川合が「castle（城）」を「カステラ」と訳し、小川・川合が本間も巻き込む形でカステラを分けあうことになった。元木も最後に英語の回答をまとめて弄られた際に同じく「かステラ」と訳しており、12人中少なくとも3人が「castle→カステラ」という間違いを犯している。しかも元木の回答は、第13回の川栄と同じく「片仮名に突然平仮名が混じる」ものであり、厚切りジェイソンも「一番気持ち悪い」と指摘している。
- 清水に対しては、地元である北海道のローカル番組で2本のレギュラーを持っていることから、テストの結果によっては降板の可能性があることをいじられた。さらに、珍解答が出て静まり返ると、岡村がロケットスタートのポーズをして「清水です!」という決めポーズ（ヒロシのパロディ）が生まれた。
- 元木に対しては、前述のヘキサゴンネタに加え、Cクラス入りが確定した時点で、本気を出すために巨人軍の野球帽が支給された（清水にも同様にスピードスケートのスーツの頭部が支給された）。しかしそれすら叶わず、元木以外全員正解の問題も相次いだ結果、濱口らを超える過去最低の総合成績で、名実ともに「バカ世界新」を達成した。
  - 理科においても、過去に出題されたものと同じ、モンシロチョウの成虫を描く問題でタコのような気持ち悪い物体を描いていた。同じ問題で過去に類似した絵を描いた重盛同様に立体化したものの、重盛のそれと比べ「気持ち悪い」と評される出来になった。
  - 英語に関しては、この結果に怒りを感じたという厚切りジェイソンが登場し、怒りを以って珍解答を解説した。
  - 最後には、東京オリンピック開催決定のパロディで、「2015 MOTOKI」との札が上がるようになっているオブジェをつけて登場した。

### 毎度めちゃ²お騒がせ女学園高等部中間テスト（第16回）
2015年10月3日 「しれっと19周年なんで問題ゼロスペシャル!!」内で放送。とにかく明るい安村に因み、バッシングにも負けない「とにかく明るいバカ」を決める。
今回は、スキャンダルを過去に起こした・下ネタや愛人などのイメージを持つ、いわゆる「お騒がせ女性有名人」が、そのイメージからなれるはずもない「お台場湾岸警察署 一日警察署長」に、安村とともに任命されたというドッキリで呼び出された。「お台場湾岸警察署」はもちろん架空の警察署である（実在するのは東京湾岸警察署であり、全く関係ない）。
そのため、事務所サイドから「このネタで弄らないように」という依頼が多数来ていたことが、解答弄りの前に説明された。矢口真里は相手の男性の名前、熊切あさ美は相手の男性の名前とその男性の現在の女性の名前、三船美佳は相手の男性の曲の使用がそれぞれNGとなった。
| ダレノガレ | 半井 | 紗理奈 |
| 三船       | 熊切 | 芹那   |
| 小林       | 上西 | 橋本   |
| 矢口       | 岩井 | 峯岸   |

| クラス  | 順位 | 名前           | 教室の習字   | 国語 | 数学 | 社会 | 理科 | 英語 | 合計 (平均) |
| ------- | ---- | -------------- | ------------ | ---- | ---- | ---- | ---- | ---- | ----------- |
| Aクラス | 1位  | 小林麻耶       | 三十六       | 95   | 88   | 79   | 68   | 88   | 418 (83.6)  |
| Aクラス | 2位  | 岩井志麻子     | 性欲         | 96   | 72   | 78   | 65   | 75   | 386 (77.2)  |
| Aクラス | 3位  | 半井小絵       | お天気       | 74   | 66   | 79   | 88   | 71   | 378 (75.6)  |
| Aクラス | 4位  | 上西小百合     | パンダ       | 76   | 69   | 84   | 63   | 74   | 366 (73.2)  |
| Bクラス | 5位  | 三船美佳       | 道路         | 51   | 48   | 58   | 57   | 93   | 307 (61.4)  |
| Bクラス | 6位  | 鈴木紗理奈     | 田村         | 66   | 43   | 63   | 54   | 76   | 302 (60.4)  |
| Bクラス | 7位  | 芹那           | 半尻         | 56   | 69   | 47   | 65   | 58   | 295 (59.0)  |
| Bクラス | 8位  | 矢口真里       | 修羅場       | 53   | 57   | 63   | 74   | 45   | 292 (58.4)  |
| Cクラス | 9位  | 熊切あさ美     | 号泣         | 66   | 55   | 61   | 48   | 58   | 288 (57.6)  |
| Cクラス | 10位 | 峯岸みなみ     | ユーチューブ | 74   | 43   | 60   | 55   | 52   | 284 (56.8)  |
| Cクラス | 11位 | 橋本マナミ     | 愛人         | 45   | 47   | 39   | 53   | 45   | 229 (45.8)  |
| Cクラス | バカ | ダレノガレ明美 | 炎上         | 47   | 56   | 49   | 01   | 39   | 192 (38.4)  |

- 前回同様、大卒など高学歴者が少ないことなどに配慮し問題の難易度は低めに設定された。
  - スキャンダルに関連したサービス問題も多数出題されており、「裁判」「土下座」といった漢字書き取り問題などが出題された。しかし、「裁判」で最もサービス問題だったはずの人が間違え、「銀杏」の読み（「ぎんなん」または「いちょう」）を答える問題で国会前の銀杏並木を見ているはずの議員が間違えるなどしている。
  - 一方で、国語ではこれまで中学生レベルとされていながら登場しなかった、古文の問題（古語を現代語に訳す問題）が出題された。
  - 社会での織田信長に関する問題（「本能寺の変」を説明する問題）では、「織田信長が本能寺の変で明智光秀に襲われ自殺した」ことを書けばいいだけの、ほぼ小学生レベルの問題にもかかわらず正解率が悪かった。そのため、特別講師としてエグスプロージョンが登場して「本能寺の変」を説明。更には「矢口の変」「峯岸の変」「熊切の変」「上西の変」と次々と過去のスキャンダルを弄っていった。
- 「ステレオタイプ」という単語を文章にして使う問題では芹那が「ステレオラジカセ」と間違えたため、番組がステレオラジカセをオークションで800円で入手。矢口は「ステレオタイプとアナログタイプ」と解答したためアナログラジオを2980円で入手。どちらも事務所へ代金を請求された。
- 岩井は本業がホラー小説家ということもあり、得意の国語などで総合2位と躍進した。一方で、『5時に夢中!』（TOKYO MX）などでの下ネタ発言でも知られており、岡村先生によると9割が下ネタのため、OAできるものが少なかった模様。
  - ドッキリで登場時も恐らく下着を着用していなかったと思われ、「禁」マークで画像処理された状態で登場、その後足を閉じるまで提供読みでつなぐという異例の演出がされた。
  - 数学の一次関数のグラフを描く問題では、『5時に夢中!』などで登場する、岩井オリジナルキャラの「ツチノコちゃん」を描いていた。これを気に入った岡村は、ツチノコちゃんのトートバッグを作成し披露した（トートバッグにした理由は、後述する芹那の出来事の伏線である）。
  - 岩井以外にも下ネタ回答が飛び出しており、理科のワムシを答える問題では、矢口が「セイショッキー」、小林が「ペニシ」、三船が「金玉」と下ネタ回答が続出した。更に三船はラッパムシも「子宮」と答えてしまい、「ある意味岩井さん超えてるよ」と弄られた。
- 紗理奈と小林はライバル同士という位置づけで、「元ヤン VS ブリッコ」として弄られていた。
  - しかし、小林と紗理奈の点差は116点差で、教科別でも小林が紗理奈より全教科点数を上回っていたため、小林の完全勝利となった。
  - 理科でメスシリンダーの名称を答える問題で、2人仲良く「ナスシリンダー」とケアレスミスしたために、一応このバトルは引き分けとなった。
- 芹那は、理科のカマキリを描く問題で、なぜかクオリティの高いバッタを描いて不正解。しかしよく見ると、他の動物の絵が幼稚であったため不自然であった。実はこのバッタは、問題用紙の次のページに掲載されていたバッタをそのままトレースしたものと判明し、第14回の濱口以来の書き写しによる不正が発覚。岩井の「ツチノコちゃん」同様にトートバッグを5箱分発注していたが、「佐野さんがトレースしていると言っている[注釈 72]」とのことで世に出回ることなく「回収」扱いされ無駄になってしまった。
- 橋本は、他の生徒にないような個性的な珍解答が多数出ており、心配した岡村先生は（仲間外れにしないように）「休み時間中に話しかけてあげて下さい」とフォローした。結果的に通常回ならば最下位と佐野に弄られたものの、後述するダレノガレが橋本を大きく下回ったため免れた。
  - 解答内容もそうであるが、字の雰囲気も女性というよりは小学生の男の子のような雰囲気（悪く言えば字が下手）があったため、終始「小二レベル」（一部では「小四」）扱いされていた。
  - 一方で、理科の元素記号を答える問題で「P」をリンと正解する一面も見せていたが、「突然正解する人が一番怖い」とされてしまった。この問題は正解率1割の難問であり、大抵の生徒はその前の問題である「H」（水素）・「O」（酸素）に引きずられてしまい、熊切が「ピッ素」、芹那が「パっ素」（これも過去のバカ達同様の「片仮名に平仮名が混じる現象」）、ダレノガレが「プッ素」と解答した。
- ダレノガレは、以下のような前代未聞の成績を残してしまい、前回名実ともに「バカ世界新」となった元木を大きく下回る成績で「とにかく明るいバカ」となった。
  - 理科では「マグネシウム」しか正解できず、科目別では過去最低の「1点」となった。1桁の点数自体も過去に前例がなく、パリス・ヒルトンの肖像画から現れた「パリス・グッチョン理事長」こと濱口ですら「（100点満点ではない）小テスト?」と疑うほど、前代未聞の出来事であった。
  - 理科の1点をクローズアップするため、総合成績は伏せられていたが、理科の1点を足すと192点であり、こちらも前代未聞の200点未満（100点台）の点数となった。
  - 橋本と共に残った際、母親から「できればやる子」（恐らく正しくは「やればできる子」）と言われたというエピソードを発表したが、かえって墓穴を掘る結果となった。また、最下位ならば教室から逃走すると発言し、実際に逃走したため岡村先生、矢部が取り押さえる光景が見られた。
  - 恒例の延長戦では、とにかく明るい安村風に珍解答を紹介していった。「見た」の謙譲語（正：拝見した）を「チラミした」、チャップリンを「ハロースミス」と解答し、「幼稚園（正：kindergarten）」、「小学校（正：elementary school）」、「中学校（正：junior high school）」、「高校（正：high school）」、「大学（正：university）」を英語で記入する問題では、順に「Y scool」、「S scool」、「C scoul」、「K scool」、「D scool」と解答し、「school」のスペルを間違っているだけでなく「中学校」の解答のみ違うスペルになっていた。最後にパリス・グッチョン理事長から電球型で、とにかく明るい安村に似せた「バカ」と書かれたふんどしをつけた人形の乗った王冠をかぶせられた。

### めちゃイケ20周年記念抜き打ち中間テスト（第17回）
2016年10月8日 「今夜ついにガチ20周年 ありがたいね～今だ!バカやろうスペシャル!!」内で放送。20年の変化として、最近ではテレビでの発言などがすぐにネットニュースとなり、Yahoo!ニュースのトップとなってしまうケースも多いことから、全世界に拡散されるバカ「ヤフートップバカ」を決定。
最強のバカを決めるべく、濱口優、重盛、辻、武田、元木、ダレノガレのバカ経験者や、新たなるバカ候補として藤田ニコル、亀田興毅・大毅兄弟、AKBを卒業した川栄に代わる「2代目センターバカ」として木﨑ゆりあ、「レジェンド」としてジミー大西らが参戦。さらに、放送まで明かされなかったシークレット参加者として、濱口優の父・濱口克己が参戦した。第11回と同じく20名でのテストだが、クラス分けはAクラス7人・Bクラス7人・Cクラス6人とやや変則的な配分になっている。
今回はめちゃイケメンバーに対しては『クイズタイムショック』のパロディ企画「クイズ メチャメチャショック」に挑戦。めちゃイケに関する事柄を出題し、正解が8問以下だと「メチャメチャスピン」として椅子が回転し降下。その先に教室があるという仕掛けだった。また、メンバー以外の参加者に関してはフジテレビに関するクイズ特番として行われた。
当初はダイアン・津田篤宏（別コーナー「ほんとにあったフジ縛霊の怖い話」に出演）が参加する予定だったが、自習中に木下ほうかが遅刻という形で登校し、席を確保するため強制的に「早退」扱いとされた。それでも納得のいかない津田は教室外の廊下にて相方の西澤扮する試験官の下受験。答え合わせも参加していたが、採点の結果は8位相当と中途半端で誤答の内容も面白くなかったためにまったくイジってもらえず、結果発表からエンディングの間廊下と教室を仕切られ悪態をついていた。なお、答案は「めちゃイケ温泉」最終日まで展示された。
| 加藤       | 菊川   | 津田 ↓ 木下 | 光浦   |
| ダレノガレ | ジミー | 木﨑        | 濱口克 |
| ヒロミ     | デヴィ | 亀田興      | 濱口優 |
| ジャガー   | 藤田   | 亀田大      | 辻     |
| 重盛       | 武田   | ゆりやん    | 元木   |

| クラス  | 順位 | 名前                 | 国語 | 数学 | 社会 | 理科 | 英語 | 合計 (平均) |
| ------- | ---- | -------------------- | ---- | ---- | ---- | ---- | ---- | ----------- |
| Aクラス | 1位  | 菊川怜               | 97   | 98   | 83   | 81   | 96   | 455 (91.0)  |
| Aクラス | 2位  | 光浦靖子             | 96   | 87   | 89   | 90   | 90   | 452 (90.4)  |
| Aクラス | 3位  | ゆりやんレトリィバァ | 88   | 76   | 74   | 69   | 88   | 395 (79.0)  |
| Aクラス | 4位  | 加藤浩次             | 84   | 68   | 76   | 92   | 72   | 392 (78.4)  |
| Aクラス | 5位  | デヴィ夫人           | 85   | 60   | 65   | 52   | 98   | 360 (72.0)  |
| Aクラス | 6位  | 木下ほうか           | 64   | 69   | 78   | 78   | 62   | 351 (70.2)  |
| Aクラス | 7位  | ヒロミ               | 67   | 91   | 70   | 74   | 40   | 342 (68.4)  |
| Bクラス | 8位  | ジャガー横田         | 58   | 57   | 56   | 61   | 68   | 300 (60.0)  |
| Bクラス | 9位  | 亀田興毅             | 57   | 65   | 58   | 44   | 66   | 290 (58.0)  |
| Bクラス | 10位 | 武田修宏             | 50   | 56   | 62   | 63   | 51   | 282 (56.4)  |
| Bクラス | 11位 | 亀田大毅             | 50   | 57   | 65   | 64   | 45   | 281 (56.2)  |
| Bクラス | 12位 | 元木大介             | 48   | 63   | 42   | 63   | 42   | 258 (51.6)  |
| Bクラス | 12位 | 濱口克己             | 58   | 41   | 45   | 64   | 50   | 258 (51.6)  |
| Bクラス | 14位 | 濱口優               | 47   | 41   | 40   | 91   | 33   | 252 (50.4)  |
| Cクラス | 15位 | 木﨑ゆりあ           | 43   | 60   | 41   | 59   | 42   | 245 (49.0)  |
| Cクラス | 16位 | 藤田ニコル           | 49   | 55   | 56   | 48   | 33   | 241 (48.2)  |
| Cクラス | 17位 | 辻希美               | 48   | 53   | 52   | 50   | 34   | 237 (47.4)  |
| Cクラス | 18位 | ジミー大西           | 31   | 46   | 44   | 34   | 61   | 216 (43.2)  |
| Cクラス | 19位 | ダレノガレ明美       | 46   | 61   | 52   | 14   | 38   | 211 (42.2)  |
| Cクラス | バカ | 重盛さと美           | 36   | 52   | 40   | 49   | 30   | 207 (41.4)  |

- ヒロミは以前、イケてる!世界新記録(2006年12月2日放送)に出演した際、チェ・ホンマンに投げられたことに腹を立て、中嶋優一プロデューサーの顔面を殴ったことが岡村から明かされた。
- 教室には「極楽少年愚連隊」にて加藤が発した「当たり前じゃねぇからな!」のフレーズが飾られており、岡村は加藤にしきりに振っていたが、後半からは途中で進行するなどカットされるイジリを受けた。
- 木下は同じスタジオ内で撮影していた『カインとアベル』の宣伝をしたことから「ギブアンドテイク」として、岡村から『痛快TV スカッとジャパン』に登場する木下演じるイヤミ課長風に「はい論破」と半ば強制的に参加させられた。さらにテストではその「論破」の書き取りに対し「論波」と書いてしまった。
- 「55周年記念テスト」同様、取れ高に対する「保険」として、加藤の「身内」として山本が13年ぶりに受験[注釈 75]、また、ヒロミの「身内」として松本伊代も挑戦したことを明かした。山本は本来フジテレビに呼ばれる予定だったが、「いろいろあったせいでフジの入構証を持っていない」ため郵送での回答となった。
- 理科にて、デヴィ夫人が描いた動物のイラストをプリントしたTシャツでファッションショーを行ったが、最後にモデルとしてプラス・マイナス岩橋が登場。持ちネタの「Tシャツ脱ぎ芸」を披露した。
- 光浦は2014年に大差で負けた菊川にリベンジを挑んだが、3点差でリベンジを果たすことは出来なかった。
- 濱口優は理科以外の4教科の成績が低かったものの、理科で自身初の90点台という成績を残し、自身初となるBクラス入りを果たし「歴史が変わった」と称された。一方で、数学では実家の喫茶店のメニューを題材にした問題を記憶を頼りに解答して不正解になったが、父も同じような解答だったため「カエルの子はカエル」といじられた。
- 一方、バカ争いではダレノガレは「バカになったら交際中の彼氏に別れ話を切り出す」、重盛は家族がバカによる風評被害を防ぐため、既に名字を変えたことを明かし、「バカになったら疎遠になる」と、互いの人生を賭けた一騎討ちとなったが、結果は重盛が「ヤフートップバカ」となった。特に最後に発表された珍解答プリントでは4年後のオリンピック開催地を「京東」と誤記していた。
- 今回の王冠授与式ではスタジオが展開し氣志團が登場。そのまま金色の学ラン着用にリーゼント型の王冠を被った重盛とともに「One Night BAKArnival」を熱唱。なお、リーゼントの中には京東都知事が盛土をしておらず「おせん」されているかもしれない地下空間を視察しているミニチュアが入っていた。また、番組では「盛土」を「盛り上がる土曜日」として定義していた。

### め茶の水女子高期末テスト（第18回）
2017年12月2日「どぉ～にも終わらない秀活と讐活スペシャル」内で放送。雛形を除く女性レギュラー陣に加え、本企画以外にもめちゃイケに度々出演してきた松野を含む女性タレント15名が参加。
今回が最後の開催となるため、ここでバカとなった場合挽回のチャンスがなくなることから、一生物のバカ「ネバーエンディングバカ」を決定する。
収録はフジテレビ湾岸スタジオで行われ、参加者は黒タイツに身を包んだ「ブラックスカル軍団」の襲撃を受け、訳もわからぬままスタジオに連行される形で招集された。
国語の時に濱口が数取団の格好で廊下側から現れた。
この回の視聴率は12.1%。
| 神田   | 馬場 | 光浦   |
| 紗理奈 | 池田 | 白鳥   |
| 渚     | 清水 | 鈴木奈 |
| 丸山   | 川村 | 松野   |
| 重盛   | 安藤 | 大久保 |

| クラス  | 順位 | 名前         | 国語 | 数学 | 社会 | 理科 | 英語 | 合計 (平均) |
| ------- | ---- | ------------ | ---- | ---- | ---- | ---- | ---- | ----------- |
| Aクラス | 1位  | 光浦靖子     | 96   | 67   | 94   | 80   | 87   | 424 (84.8)  |
| Aクラス | 2位  | 馬場典子     | 86   | 77   | 94   | 69   | 93   | 419 (83.8)  |
| Aクラス | 3位  | 川村エミコ   | 77   | 88   | 79   | 77   | 76   | 397 (79.4)  |
| Aクラス | 4位  | 白鳥久美子   | 85   | 90   | 80   | 73   | 65   | 393 (78.6)  |
| Aクラス | 5位  | 大久保佳代子 | 87   | 58   | 88   | 59   | 90   | 382 (76.4)  |
| Bクラス | 6位  | 神田愛花     | 73   | 67   | 73   | 89   | 76   | 378 (75.6)  |
| Bクラス | 7位  | 清水ミチコ   | 88   | 58   | 80   | 66   | 79   | 371 (74.2)  |
| Bクラス | 8位  | 安藤なつ     | 85   | 53   | 72   | 78   | 56   | 344 (68.8)  |
| Bクラス | 9位  | 鈴木紗理奈   | 59   | 58   | 69   | 59   | 92   | 337 (67.4)  |
| Bクラス | 10位 | 松野明美     | 67   | 63   | 80   | 53   | 47   | 310 (62.0)  |
| Cクラス | 11位 | 渚           | 53   | 68   | 49   | 53   | 47   | 270 (54.0)  |
| Cクラス | 12位 | 池田美優     | 47   | 46   | 59   | 52   | 45   | 249 (49.8)  |
| Cクラス | 13位 | 鈴木奈々     | 39   | 47   | 44   | 49   | 40   | 219 (43.8)  |
| Cクラス | 14位 | 丸山桂里奈   | 45   | 44   | 49   | 38   | 35   | 211 (42.2)  |
| Cクラス | バカ | 重盛さと美   | 48   | 42   | 53   | 34   | 31   | 208 (41.6)  |

- オアシズとたんぽぽが揃ってAクラスに入った。光浦は6年ぶりに1位になり、番組終了後の目標として、「これからも一生懸命勉強して田嶋陽子先生のようになります!」と語った。また、3位に入った川村は、新ギャグ「ポテンシャル」を出した。
- 神田はBクラスに入り、カメラの前でNHK風にAクラスのオーラを出していたが、Bクラスでしたということをお詫びと訂正をした[注釈 76]。
- 安藤は巨体らしからぬ小さな文字で解答していたため、文字の部分が拡大された。国語と英語の時に出されたが、どちらも不正解（漢字の書き取りで靴を足へんに幸と書き不正解、Easy come, easy go（正：悪銭身に付かず）を「こっちおいで いいからおいで」と解答）。
- 紗理奈は墓穴を掘る（失敗の原因を自分で作るの意味）を使って短い文を作る問題で、「墓穴を掘って、埋めたろか!!とおどされた」と解答。この解答に岡村が「デビュー半年前にトランクに入れられて、山に連れ去られていかれて。さらわれて、降ろされてゴルフクラブでどつかれてな～」と証言[注釈 77]。この直後、「利音（息子の名前）、今週のめちゃイケ見ないで!」と呼びかけた。
- ワムシを答える問題で、やはりそのまま見て解答した人が多くいた。清水が「エロス」、紗理奈が「チンチン」、丸山が「おちんちん」とストレートに解答したが、大久保は「ツツガムシ」と普通に間違え、クラスのテンションが少し下がった。
- 英語にて「Christopher is taller than Jordan,but Jace is even taller than Christopher.」を和訳（正：クリストファーはジョーダンよりも背が高いがジェイスはもっと高い）する問題で重盛が「テイラーちゃんが、ついにクリスチャンに!! これはじょうだんではないんです!! テイラーちゃんがクリスチャンに!! われらの、テイラーちゃんがクリスチャンに!!」と誤答した際、本人曰くニュース速報みたいなイメージと語ったため、神田がニュース速報風に読み上げた。
- 鈴木奈々と丸山はテスト史上初、全教科50点以下を記録。また、丸山は大卒の成績でも過去最低点を記録した。
- 14位争いで、丸山は最下位になったらサッカー関係の仕事が出来なくなると言われ、重盛は最下位になったらパチプロになると宣言。結果は3点差で丸山が14位入り。重盛は4度目の最下位になり、ネバーエンディングバカに。最後に目をうるませながら、「正直、渚さんと丸山さんが国語の問題で駄菓子屋の『駄』という字（最初に紹介された設問）が書けててヤバイな、と思った」と明かした。
  - 社会では1929年に起きた不景気を「オイリーショック」（オイルショック）、千利休を「りっきゅう」（一休宗純）、ナポレオン・ボナパルトを「デオナルドダヴィンチ」（レオナルド・ダ・ヴィンチ）、一休宗純を「ダマイラマ」（ダライ・ラマ）というダブルミスを犯し、英語では自転車を「By SEKO」と解答した。
- 表彰式には、特別ゲストとして山本リンダが登場し、代表曲『どうにもとまらない』を重盛の誤答を元にアレンジした替え歌『どうにも終わらない』を歌唱して企画を締めくくった[注釈 78]。